# Korpus Ochrony Pogranicza
Korpus Ochrony Pogranicza (KOP) – polska formacja wojskowa utworzona w 1924 do ochrony wschodniej granicy II Rzeczypospolitej przed penetracją agentów, terrorystów i zwartych uzbrojonych oddziałów dywersyjnych przerzucanych przez sowieckie służby specjalne z terenu ZSRR na terytorium II Rzeczypospolitej. W czasie stanu wojny funkcja KOP miała dobiec końca, a jego jednostki miały zgodnie z planem mobilizacyjnym zasilić oddziały i pododdziały Wojska Polskiego w linii.

## Ochrona granic w latach 1918–1924

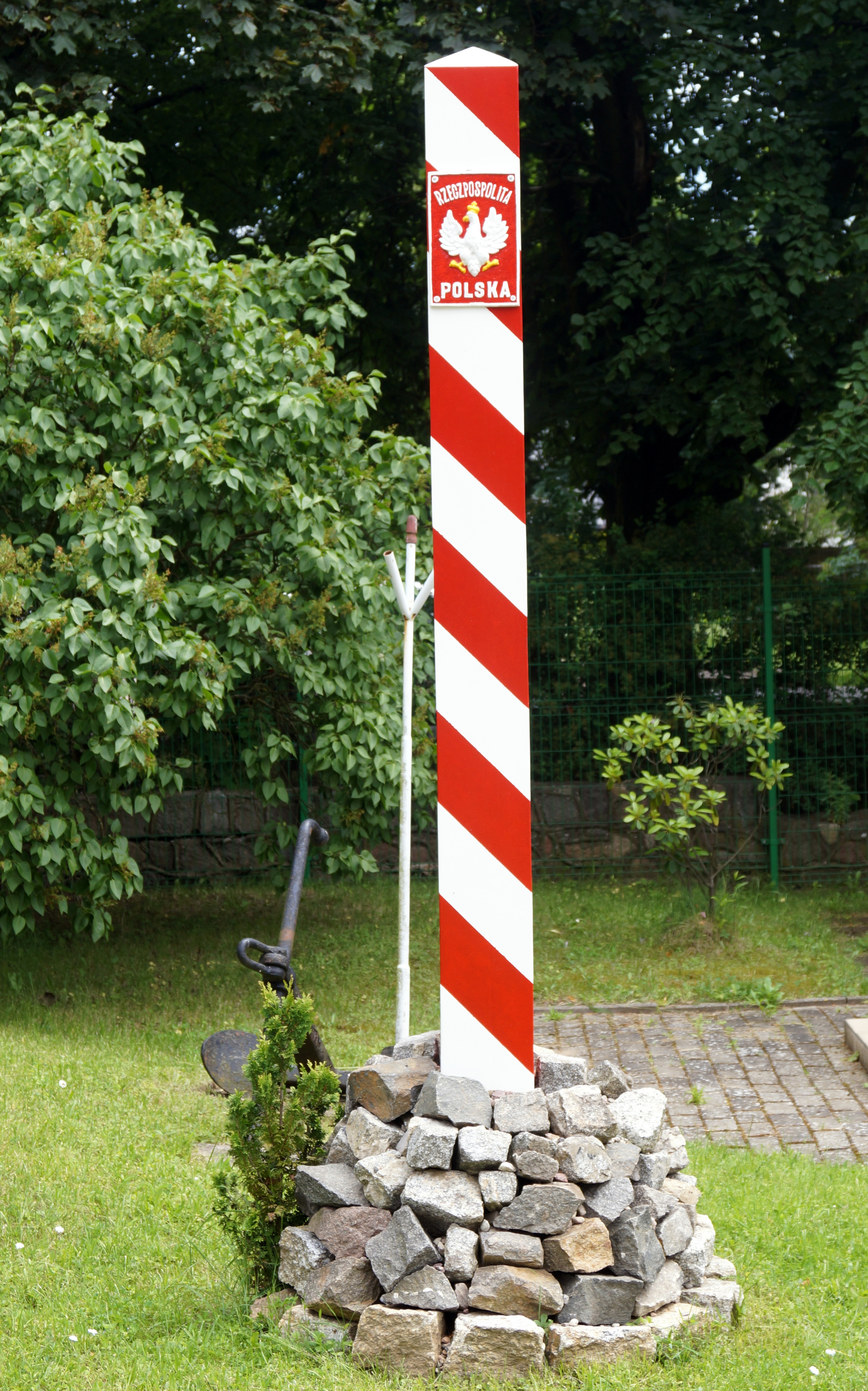
Słup graniczny używany na wschodniej granicy II RP. Replika

Pierwsze prace nad powołaniem formacji przeznaczonej do ochrony granic rozpoczęło w październiku 1918 istniejące w rządzie Józefa Świerzyńskiego Ministerstwo Aprowizacji. Zorganizowana formacja pod nazwą Straż Gospodarczo-Wojskowa miała na celu między innymi zapobieganie nielegalnemu wywozowi artykułów żywnościowych, walkę ze spekulacją, lichwą i wyzyskiem. Dowódcą Straży Gospodarczo–Wojskowej mianowany został płk Adolf Małyszko. 6 grudnia 1918 pierwszy oddział objął służbę na dworcu kolejowym w Lublinie.
Równolegle do formującej się Straży Gospodarczo–Wojskowej Ministerstwo Skarbu rozpoczęło organizację Korpusu Straży Skarbowej przeznaczonego do „strzeżenia granic państwa i współdziałania przy poborze podatków z innymi organami skarbowymi”.
Stanowisko Ministerstwa Skarbu wobec organizowanej przez Ministerstwo Aprowizacji Straży Gospodarczo–Wojskowej było zdecydowanie negatywne. Lansowano teorię, że organizacja Straży Gospodarczo–Wojskowej jest bezcelowa, a jej funkcje w całości przejmie organizowana Straż Skarbowa. Uważano, że „wprzęgnięcie Straży Skarbowej do służby aprowizacyjnej odbyłoby się z korzyścią zarówno dla służby podatków i monopoli, jak i dla agend aprowizacyjnych, oszczędziłoby państwu podwójnych wydatków, nie narażałoby administracji na niebezpieczeństwo tarć, nieuniknione przy istnieniu dwóch organizacji strażniczych o zbliżonych do siebie kompetencjach i uchyliłoby potrzebę nowych prac organizacyjnych”.
Sytuacja gospodarczo–polityczna w jakiej znalazła się Polska, zmusiła rząd Jędrzeja Moraczewskiego do podjęcia prac nad stworzeniem nowej koncepcji ochrony granic. W czasie prowadzonych debat najwięcej kontrowersji wzbudziły decyzje dotyczące charakteru i wielkości mającej powstać formacji granicznej.
Rada Ministrów Tymczasowego Rządu Republiki Polskiej, 11 grudnia 1918 w Warszawie, podjęła uchwałę o organizacji Straży Granicznej. Do jej zadań należay: zabezpieczenie granic państwa od nielegalnego wywozu artykułów spożywczych i pierwszej potrzeby, kontrolowanie wewnętrznego obrotu kolejowego, czuwane nad wykonaniem rozporządzeń aprowizacyjnych, ochrona magazynów i składów z artykułami pierwszej potrzeby. Uchwała ta, była pierwszym aktem prawnym normującym ogólnie sposób organizacji, cele i zadania oddziałów przeznaczonych do ochrony granic odrodzonej Rzeczypospolitej. Jej dowódcą mianowany został płk Małyszko, a projekt organizacyjny przewidywał utworzenie w pierwszej fazie dowództwa Straży Granicznej i 4 do 6 pułków granicznych z których każdy miał składać się z dwóch dywizjonów i ośmiu szwadronów. Straż Graniczna podlegała dwóm ministerstwom: Ministerstwu Spraw Wojskowych oraz Ministerstwu Aprowizacji. Rozwiązanie to nosiło zarzewie konfliktu kompetencyjnego. Rozpoczęcie działań zbrojnych z bolszewicką Rosją spowodowało, że z końcem marca 1919 Straż Graniczna przeszła pod wyłączną podległość Ministerstwa Spraw Wojskowych, zmieniając przy tym nazwę na Wojskową Straż Graniczną, a dotychczasowe dowództwo formacji przekształcono w Inspektorat Wojskowej Straży Granicznej i podporządkowano drugiemu wiceministrowi Spraw Wojskowych. Struktura wzorowana była na organizacji carskiej Wojskowej Straży Pogranicznej. Jednostki graniczne podlegały Dowództwom Okręgów Generalnych.

### Ochrona granicy wschodniej
Jesienią 1920 zakończyła się wojna polsko-bolszewicka. Ministerstwo Spraw Wojskowych, w porozumieniu z Naczelnym Dowództwem WP, zarządzeniem z 6 listopada 1920 poleciło utworzyć Kordon Graniczny Ministerstwa Spraw Wojskowych. Linia obsadzona przez siły kordonu biegła od ujścia Seretu do Dniestru aż do Augustowa i Jeziorek. Kordon obsadzony został oddziałami wojskowymi wyznaczonymi do tego celu przez Ministerstwo Spraw Wojskowych. Każde dowództwo okręgu generalnego otrzymało dla swego odcinka po trzy bataliony żołnierzy i po 200 żandarmów wojskowych. Do kontroli cywilnego ruchu osobowego oraz kontroli sanitarnej Ministerstwo Spraw Wewnętrznych wydzielono funkcjonariuszy Policji Państwowej.
Kordon Graniczny Ministerstwa Spraw Wojskowych, a w jego składzie bataliony etapowe, funkcje swe spełniać miał tylko doraźnie. Mając to na względzie, Ministerstwo Spraw Wojskowych, przy współudziale Naczelnego Dowództwa WP, na przełomie 1920 i 1921 przystąpiło do reorganizacji służby granicznej na wschodzie. Rozpoczęto od południowo-wschodniego odcinka granicy, od Sianek, wzdłuż dawnej granicy galicyjsko–węgierskiej. 2 pułk strzelców granicznych zastąpiony został przez trzy bataliony wartownicze. W połowie stycznia 1921 ukazał się rozkaz Naczelnego Dowództwa WP w sprawie organizacji Kordonu Granicznego Naczelnego Dowództwa WP. Obsadzony miał on być przez żandarmerię polową i oddziały wojskowe. Kontrolę ruchu granicznego powierzono stacjom kontrolnym, natomiast ochronę odcinków granicznych głównie oddziałom kawalerii. Specjalną rolę w ochronie granicy odgrywała konna żandarmeria polowa. Ze względów organizacyjnych granicę wschodnią i północno-wschodnią podzielono na siedem odcinków granicznych z siedzibami dowództw: w Tarnopolu, Równem, Łunińcu, Lidzie, Wilnie, Święcianach i Grodnie.
Poszukując bardziej efektywnych sposobów ochrony granicy, Ministerstwo Spraw Wojskowych ochronę granicy wschodniej, podobnie zresztą jak zachodniej i południowej, postanowiło powierzyć Batalionom Celnym Ministerstwa Skarbu. Zlikwidowano stacje kontrolne, a w ich miejsce powstawały przejściowe punkty graniczne. Zamierzano zunifikować ochronę granicy państwa i powierzyć ją Ministerstwu Skarbu. Zarządzenie Ministerstwa Spraw Wojskowych w sprawie reorganizacji dotychczasowego systemu ochrony granicy wschodniej ukazało się 9 czerwca 1921. Zarządzenie ustalało: „Wobec nastania okresu pokojowego na obszarze wschodnim oraz zarządzonej likwidacji 4 i 6 Armii Ministerstwo Spraw Wojskowych przystępuje do obsadzenia części granicy rumuńskiej (od Zaleszczyk) oraz wschodniej i północno-wschodniej (w szczególności granicy z Ukrainą, Rosją i Łotwą) przez Bataliony Celne, podobnie jak to ma już miejsce na granicy zachodniej i południowej państwa. Po sformowaniu Batalionów Celnych i obsadzeniu tych odcinków granic – granice państwa z Rumunią (od Zaleszczyk), Ukrainą, Rosją i Łotwą zostaną pod względem ochrony celnej przekazane przez Ministerstwo Spraw Wojskowych Ministerstwu Skarbu z jednoczesnym oddaniem do dyspozycji tego Ministerstwa odpowiedniej ilości batalionów celnych. Całkowite zaś kompetencje dotyczące ochrony tych granic pod względem politycznym przejęło od Ministerstwa Spraw Wojskowych, Ministerstwo Spraw Wewnętrznych”. W drugiej połowie sierpnia 1921 Ministerstwo Spraw Wewnętrznych skierowało na granicę wschodnią 3500 funkcjonariuszy policji, którzy objęli tam służbę, niezależnie od istniejących już posterunków komend. Na konieczność umocnienia granicy wschodniej miała wpływ także postawa polityczna miejscowej ludności, której rozbudzany nacjonalizm powodował, iż niechętnie podporządkowywała się ona władzom polskim i stanowiła zaplecze dla przestępców politycznych.
Uchwała Rady Ministrów z 3 listopada 1921 przekazywała ochronę granicy wschodniej pod kompetencje Ministerstwa Spraw Wewnętrznych. Ministrowi spraw wewnętrznych nakazano przejęcie od ministra skarbu batalionów nr 22 do 33 i przydzielono mu kolejne z Wojska nr 34 do 43. W ten sposób powstały Bataliony Celne Ministerstwa Spraw Wewnętrznych.
Po reorganizacji ochrona granic państwa należała do trzech resortów: Ministerstwa Spraw Wojskowych na odcinku granicy polsko-litewskiej, Ministerstwa Skarbu na granicy polsko-niemieckiej, polsko-czechosłowackiej, części granicy polsko-rumuńskiej (do Zaleszczyk) oraz gdańskiej i na wybrzeżu, Ministerstwa Spraw Wewnętrznych na odcinku granicy polsko-łotewskiej, polsko-radzieckiej i części granicy polsko-rumuńskiej (do Zaleszczyk). Na południu, w rejonie Zaleszczyk, Bataliony Celne podległe Ministerstwu Spraw Wewnętrznych stykały się z Batalionami Celnymi Ministerstwa Skarbu, na północy zaś, w rejonie zejścia granic Polski, Łotwy i Litwy – z batalionami etapowymi 2 Armii, która ze względu na nieuregulowane stosunki graniczne Polski i Litwy, nadal stała w pełnej gotowości bojowej. W lutym 1922, decyzją Komendy Głównej Batalionów Celnych powołano do życia brygady celne będące pośrednimi ogniwami między batalionami granicznymi a Komendą Główną Batalionów Celnych. W wydanym z tej okazji rozkazie m.in. stwierdzono: „Znaczna odległość Komendy Głównej od rozlokowanych na granicach państwa Batalionów Celnych utrudniała stałą i systematyczną kontrolę służby, jak również nie dawała możliwości bezpośredniego sprawdzenia, czy wydawane przez odnośne wyższe władze i tutejszą komendę rozkazy i rozporządzenia były wykonywane i ściśle przestrzegane przez oddziały graniczne. Wobec powyższego granica państwa, tam gdzie w dalszym ciągu pełnią służbę Bataliony Celne, zostaje podzielona na 9 okręgów i utworzone zostają brygady celne po jednej brygadzie na każdy okręg”.
W drugiej połowie 1922 przeprowadzono kolejną reorganizację organów strzegących granicy. 1 września 1922, na bazie Batalionów Celnych utworzono bataliony Straży Granicznej. Nowo powstała Straż Graniczna podlegała Ministerstwu Spraw Wewnętrznych, pod względem wykonywanych zadań – organom administracyjnym I i II instancji, a Ministerstwu Spraw Wojskowych pod względem spraw ogólnowojskowych. Liczyła 44 bataliony Straży Granicznej, 3 szwadrony żandarmerii etapowej, posiadała szkołę podoficerską w Łomży. W grudniu 1922 stan liczebny wynosił ok. 22000 żołnierzy w tym 631 oficerów. Dowódcą był pułkownik żandarmerii Władysław Jaxa-Rożen.
Na przełomie 1922–1923 Ministerstwo Spraw Wewnętrznych nosiło się z zamiarem przeprowadzenia ponownej reorganizacji systemu zabezpieczenia granicy wschodniej. Decyzję o reformie przyspieszyła demobilizacja żołnierzy roczników 1900 i 1901 pełniących służbę w batalionach Straży Granicznej. Zlikwidowano Straż Graniczną i powołano nową formację, którą całkowicie podporządkowano temu ministerstwu. Była to Policja Państwowa. Z dniem 1 lipca 1923 nowa formacja przejęła ochronę wschodniej granicy. Według założeń każdego kilometra granicy strzec miało 7 funkcjonariuszy pieszych i 2 konnych.
Struktura organizacyjna Policji Państwowej swym charakterem przypominała strukturę Straży Granicznej. Całością spraw kierowała, podległa Ministerstwu Spraw Wewnętrznych, Komenda Główna Policji Państwowej. Komendzie Głównej podlegały komendy okręgowe policji przy urzędach wojewódzkich w Wilnie, Białymstoku, Nowogródku, Brześciu, Łucku i Tarnopolu. Komendom wojewódzkim podlegały z kolei nadgraniczne komendy powiatowe.
Przejęte w większości od Straży Granicznej metody pełnienia służby, oparte były głównie na posterunkach stałych. Funkcjonował też wywiad. Nowa formacja osiągnęła pewne sukcesy w walce z przemytem. Słabiej wyglądała sprawa zabezpieczenia granicy pod względem politycznym i wojskowym. Ministerstwo Spraw Wojskowych wprowadziło na granicę wschodnią oddziały żandarmerii.
Specyficzne uwarunkowania społeczno-polityczne na kresach wschodnich II Rzeczypospolitej spowodowały, iż żadna z działających tam do 1924 formacji granicznych nie była w stanie w pełni zrealizować swoich zadań. Różnice w systemach polityczno-gospodarczych Polski i Związku Sowieckiego, katastrofalna sytuacja gospodarcza wschodniego sąsiada i konflikty narodowościowe pogłębiały procesy destabilizacyjne.
Nie zmieniło sytuacji przejęcie w 1923 ochrony granicy przez Policję Państwową. Była ona bezsilna wobec narastającej fali przestępczości granicznej.
Ogółem w 1924 w strefie granicy polsko–sowieckiej miało miejsce ponad 200 większych napadów i aktów dywersji, w których wzięło udział ok. 1000 bandytów, a zginęły co najmniej 54 osoby. Zbrojne napady dywersyjne z terenu ZSRR, za które oficjalnie rząd sowiecki nie przejmował odpowiedzialności, kompromitowały polską administrację i policję i wspierały propagandę KPZB i KPZU o tymczasowości granicy polsko-sowieckiej ustalonej traktatem ryskim i świeżo wówczas podpisanym protokołem o szczegółowej delimitacji granicy.

## Kształtowanie struktur organizacyjnych Korpusu Ochrony Pogranicza w latach 1924–1928
W sierpniu 1924, na posiedzeniu Politycznego Komitetu Rady Ministrów obradującego pod przewodnictwem premiera Władysława Grabskiego, w obecności prezydenta Rzeczypospolitej Polskiej Stanisława Wojciechowskiego, na wniosek ministra spraw wojskowych gen. dyw. Władysława Sikorskiego oraz ministra spraw wewnętrznych Zygmunta Hübnera podjęto uchwałę o powołaniu Korpusu Wojskowej Straży Granicznej dla ziem wschodnich – organ scentralizowany i samodzielny, zorganizowany na wzór wojskowy, będący na etacie Ministerstwa Spraw Wewnętrznych. Oficjalnym motywem powołania specjalnej formacji była konieczność położenia kresu działalności band zbrojnych na pograniczu wschodnim. Przyspieszenie utworzenia formacji wojskowej do ochrony granicy wschodniej wynikało również z faktu obsadzenia przez Rosję granicy przez zorganizowaną na sposób wojskowy, dobrze uzbrojoną formację graniczną, podległą służbie bezpieczeństwa – GPU.
23 sierpnia 1924 w Warszawie pod przewodnictwem ministra spraw wojskowych generała dywizji Władysława Sikorskiego oraz z udziałem ministra spraw wewnętrznych Zygmunta Hübnera, szefa Administracji Armii, generała dywizji Stefana Majewskiego, I zastępcy szefa Sztabu Generalnego generała brygady Edmunda Kesslera, a także szefów poszczególnych oddziałów Sztabu Generalnego odbyła się konferencja „celem omówienia głównych zarysów organizacji korpusu straży granicznej”.
28 sierpnia 1924 na łamach „Kuriera Warszawskiego” został opublikowany wywiad z ministrem spraw wojskowych, w którym generał dywizji Władysław Sikorski poinformował opinię publiczną, że „oprzemy ochronę pogranicza na zasadach ściśle wojskowych przez zorganizowanie w łonie armii batalionów straży pogranicznej, które organicznie tworzyć będą korpus straży pogranicznej, pozostający do dyspozycji p. ministra spraw wewnętrznych i pełniący służbę bezpieczeństwa na wschodzie. Dyscyplina, wyszkolenie, organizacja i sądownictwo będą ściśle wojskowe. Odpowiednie bataliony zorganizują wyznaczone ad hoc dowództwa okręgów korpuśnych, odsyłając je w stanie gotowym do miejsc przeznaczenia. P. minister skarbu w uznaniu ważności zagadnienia, odda do dyspozycji p. ministra spraw wewnętrznych potrzebne na ten cel środki”.
12 września 1924 generał dywizji Władysław Sikorski wydał rozkaz o utworzeniu Korpusu Ochrony Pogranicza, a 17 września w instrukcji, opracowanej przez Sztab Generalny Wojska Polskiego pod kierownictwem generała dywizji Stanisława Hallera, określono wojskową strukturę formacji . Struktura organizacyjna KOP opracowana przez Sztab Generalny była zorganizowana na wzór wojskowy. W skład korpusu wejść miały: dowództwo wraz ze sztabem i służbami specjalnymi, brygady ochrony pogranicza oraz kompanie i strażnice jako najmniejsze jednostki organizacyjne. KOP miał liczyć ogółem 27 687 żołnierzy w tym 904 oficerów, 6263 podoficerów zawodowych oraz 20 520 podoficerów i szeregowców służby zasadniczej. Dowódcą formacji mianowany został gen. bryg. Henryk Minkiewicz. Przyjął on obowiązki dowódcy korpusu 15 września 1924. Siedziba dowództwa KOP mieściła się przy ul. Nowy Świat 69. Dowództwo korpusu stanowili: dowódca, inspektor formacji konnych, inspektor formacji pieszych, sztab, szefostwa służb oraz organy pomocnicze. Według etatu byli to: 2 generałowie, 19 oficerów, 53 podoficerów i szeregowców. Dowództwu KOP podlegały dowództwa brygad ochrony pogranicza liczące według etatu 7 oficerów oraz 24 podoficerów i szeregowców. Podstawowymi jednostkami taktycznymi były batalion ochrony pogranicza i szwadron kawalerii. Batalion ochrony pogranicza liczący według etatu 828 żołnierzy, składał się z czterech kompanii piechoty, plutonu łączności i drużyny dowódcy batalionu. Szwadron kawalerii liczył 87 ludzi, miał w swym składzie cztery plutony liniowe i drużynę dowódcy szwadronu.
Do żołnierzy wyruszających na granicę dowódca KOP 23 października 1924 wydał rozkaz o następującej  treści:

… Na ziemiach umęczonych długoletnią wojną zapanował znowuż gwałt i terror. Cichy, pracujący w pocie czoła mieszkaniec wsi i miast nie jest pewny dnia ani godziny. W tych warunkach cała ludność Województw Kresowych spogląda na żołnierzy KOP, jako na swoich właściwych obrońców. Żołnierze, nie możecie tego zaufania stracić. Musicie stać się naprawdę obrońcami biednej, żyjącej w ciągłej obawie o swoje życie i mienie ludności. Musicie wierną i wytrwałą służbą zapewnić ludności ład i spokój, zagwarantować bezpieczeństwo. Imię wasze, imię żołnierza Korpusu powołanego do ochrony granic musi być z ufnością i szacunkiem wymawiane przez całą ludność, a jednocześnie być postrachem dla bandytów.

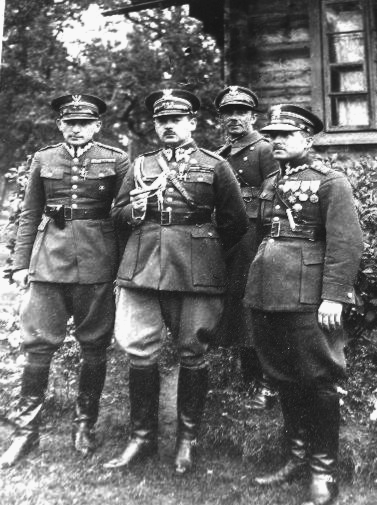
Żołnierze KOP-u

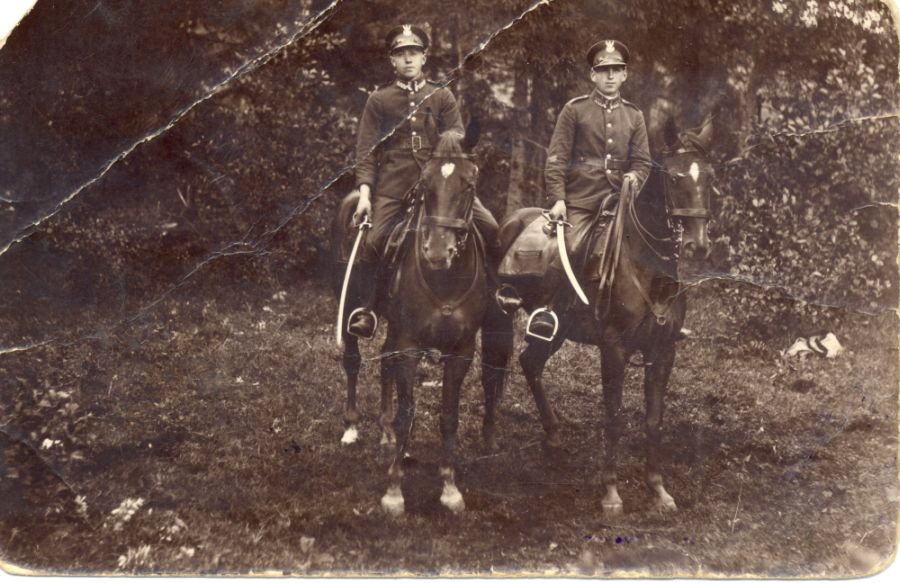
Ułani z 20 szwadronu KOP

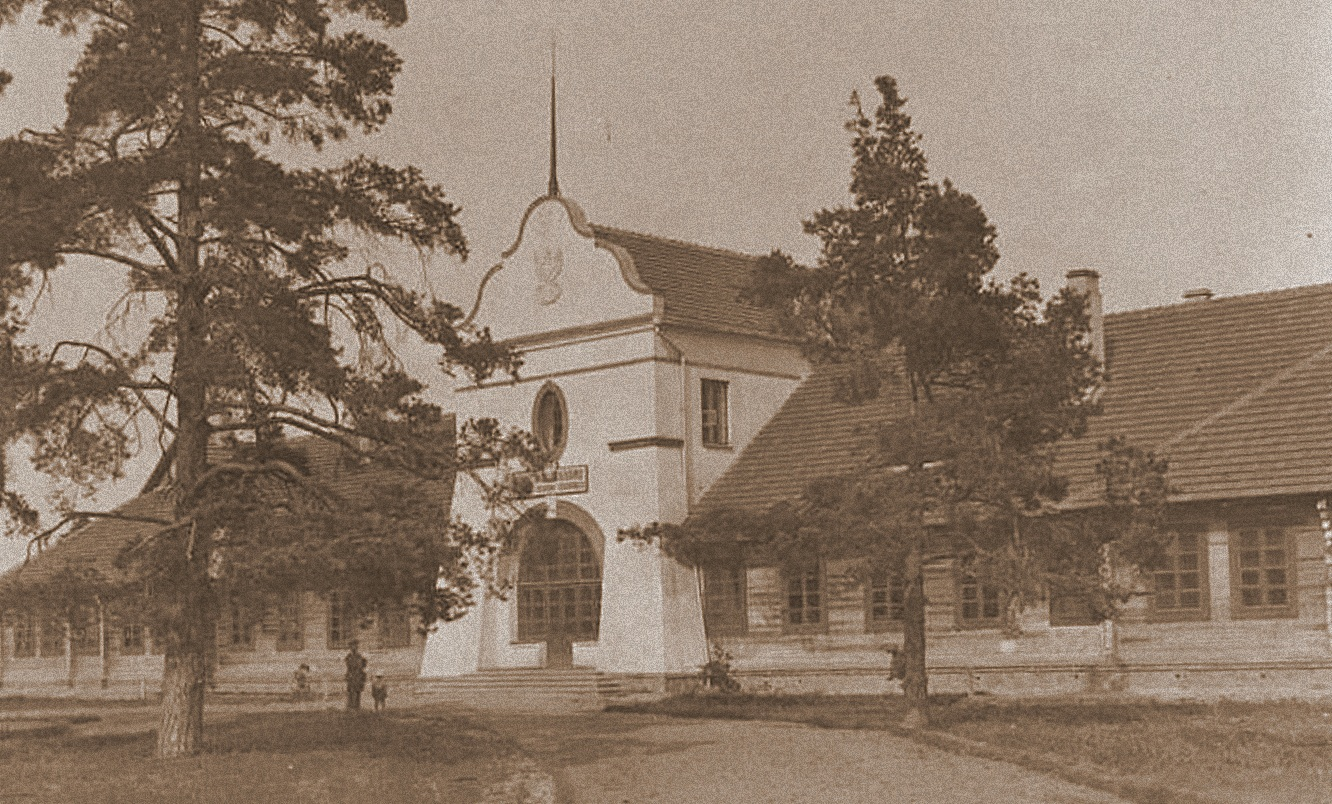
Koszary baonu KOP „Sienkiewicze”

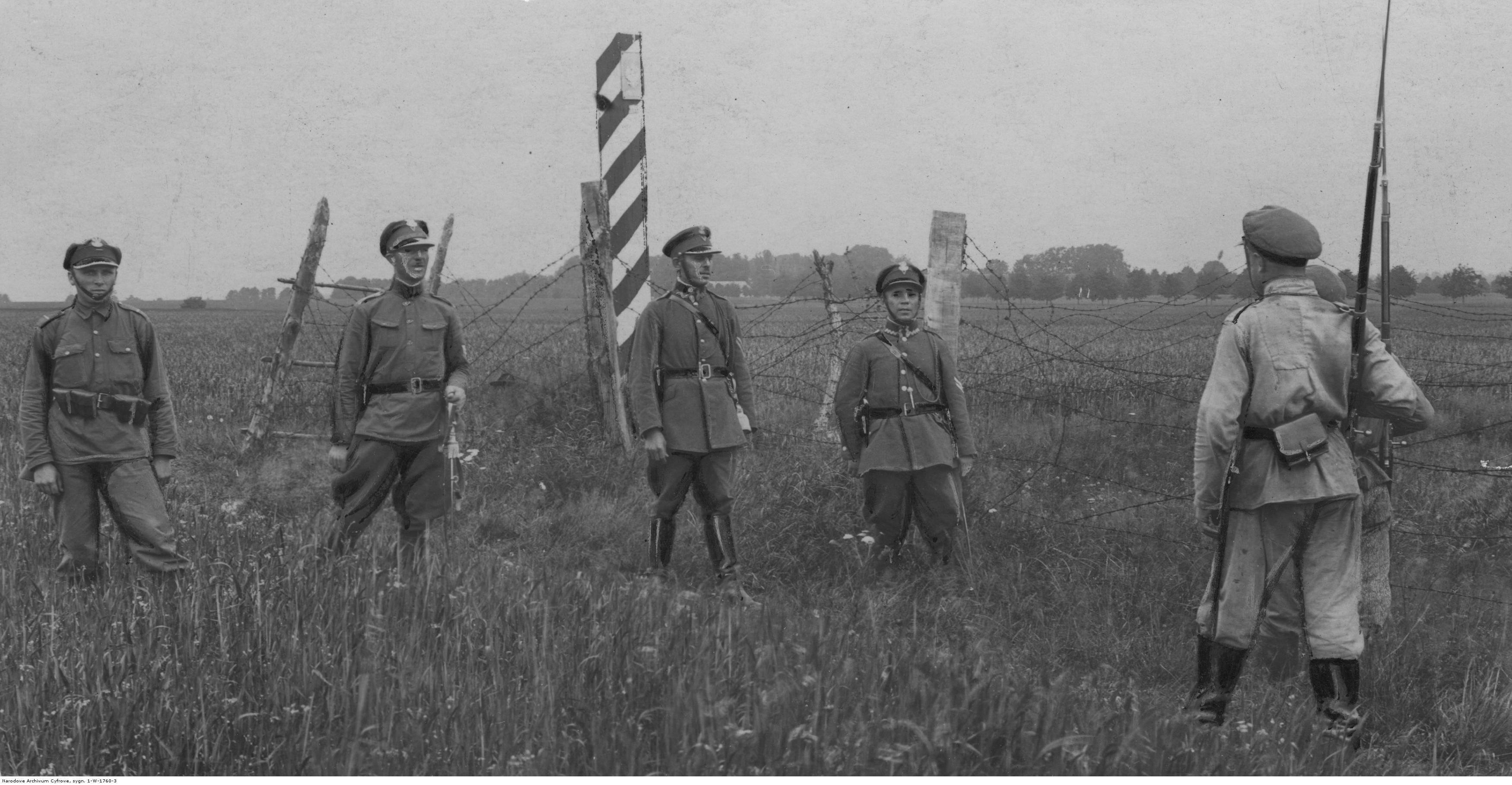
Żołnierze KOP-u na granicy polsko-radzieckiej, podczas spotkania z patrolem sowieckim

27 października 1924 pierwsze zorganizowane jednostki KOP rozpoczęły obejmowanie odcinków granicy. Jednostki ugrupowano w trzech rzutach. Pierwszy rzut stanowiły strażnice rozmieszczone przy linii granicznej. Drugim rzutem były odwody kompanijne, które działać mogły na linii granicznej lub w określonym odcinku strefy nadgranicznej. Trzeci stanowiły odwody batalionowe. Teren ich działania określał obszar pasa nadgranicznego.
Korpus podporządkowany został dwóm resortom: Ministerstwu Spraw Wojskowych – pod względem personalnym, organizacyjnym, operacyjnym i wyszkolenia oraz Ministerstwu Spraw Wewnętrznych – pod względem ochrony granicy, bezpieczeństwa w pasie granicznym oraz budżetu. Od maja 1938 w sprawach wywiadu oraz przygotowań do zadań wojennych KOP podlegał również Generalnemu Inspektorowi Sił Zbrojnych .
Zawarte pomiędzy ministrami spraw wewnętrznych i wojskowych porozumienie przewidywało organizację KOP w trzech etapach. Do końca 1924 zamierzano sformować dowództwo KOP, trzy dowództwa brygad oraz 10 batalionów piechoty i 10 szwadronów kawalerii. W drugim etapie, do 1 kwietnia 1925, planowano sformować jedno dowództwo brygady oraz 10 batalionów piechoty i 10 szwadronów kawalerii. W trzecim etapie do 1 kwietnia 1926, przewidywano sformowanie jednego dowództwa brygady oraz 10 batalionów piechoty i 10 szwadronów kawalerii. Plan przewidywał zatem utworzenie dowództwa KOP, pięciu dowództw brygad, 30 batalionów piechoty i 30 szwadronów kawalerii.
Z końcem 1924 pierwszy etap formowania oddziałów KOP dobiegał końca. Na zaopatrzenie sformowanych w 1924 jednostek KOP, niezależnie od uzbrojenia, wojsko przydzieliło 9000 mundurów, 18 000 par trzewików, 1500 par butów, 169 wozów konnych, 56 biedek, 965 siodeł oraz 1400 koni w tym 850 wierzchowych. Wartość przydzielonego sprzętu wynosiła około 14.000.000 zł. Na organizację KOP otrzymał 7.782.490 zł z czego przekazał Ministerstwu Spraw Wojskowych 4.220.000 zł. Ministerstwo Spraw Wewnętrznych wyasygnowało sumę około 10 milionów zł na budowę strażnic i innych pomieszczeń służbowych. W sumie koszt realizacji pierwszego etapu formowania, czyli utworzenia trzech brygad i dowództwa KOP wyniósł 27.562.490 zł.
Pierwsze oddziały KOP stanęły na granicy w listopadzie 1924.
W grudniu 1924 przystąpiono do formowania nieprzewidzianych planem organizacji: 11 batalionu KOP i 11 szwadronu kawalerii. W styczniu 1925 zostały podporządkowane 1 Brygadzie OP i przegrupowały się odpowiednio do Ostroga i Mizocza.
Z końcem grudnia 1924 rozpoczęto przygotowania do drugiej fazy organizacji KOP.
Rozkaz ministra spraw wojskowych gen. dyw. Władysława Sikorskiego nr 1600/Tjn./O. de B/25 z 16 lutego 1925 był jej podstawą organizacyjną. Nakazywał on sformowanie 4 i 5 Brygady KOP w terminie do 1 marca 1925 z gotowością do obsadzenia granicy i rozwinięcia ugrupowania na dzień 12 marca 1925. Mimo trudności wynikających z braku środków finansowych, braku podoficerów zawodowych i nadterminowych oraz oficerów łączności, plan ten został nie tylko wykonany, ale i przekroczony. Ponad plan sformowano 19 i 20 batalion oraz 18, 19 i 20 szwadron kawalerii. Nowo sformowane jednostki KOP rozpoczęły przegrupowania w kierunku granicy w pierwszych dniach kwietnia 1925. 19 i 20 batalion, a także 18, 19 i 20 szwadron obsadziły linię odwodów sformowanych brygad. W drugim etapie sformowano zatem 2 dowództwa brygad, 10 batalionów granicznych i 10 szwadronów kawalerii. W sumie więc w dwóch etapach zorganizowano 20 batalionów oraz 20 szwadronów kawalerii z czego w odwodzie znalazły się dwa bataliony piechoty oraz trzy szwadrony kawalerii. Pozwoliło to na obsadzenie całego pogranicza polsko-radzieckiego o długości 1479 km.
Od kwietnia do 1 lipca 1925 w meldunkach sytuacyjnych KOP odnotowano 17 napadów zbrojnych na posterunki polskie, 23 wypadki ostrzelania posterunków, patroli i oficerów, 5 przypadków złośliwego uszkodzenia godeł państwowych na słupach granicznych, 4 wypadki uprowadzenia żołnierzy przemocą oraz 10 innych wypadków naruszenia granicy niedotyczących bezpośrednio KOP jak np. porwanie policjanta Prymusa. Szef sztabu KOP ppłk SG Juliusz Ulrych w wywiadzie udzielonym 7 lipca 1925 „Polsce Zbrojnej” ujawnił, że oddziały KOP stosowały „bezwzględne prawo odwetu, które dało zresztą doskonałe wyniki”, a ponadto ujawnił, że KOP „posiada kilku starszych podoficerów sowieckich, wziętych w odpowiedzi na porwania naszych szeregowców, posiada również ok. 30 koni GPU i jednego wielbłąda”.
W grudniu 1925 w Klecku zorganizowano Doświadczalną Stację Psów Meldunkowo-Śledczych. Zastosowanie w służbie granicznej psów ułatwiło jej pełnienie i poprawiło wyniki.
Realizacja trzeciego etapu formowania jednostek KOP wzbudziła pewne kontrowersje. Ministerstwo Spraw Wewnętrznych, jak i Ministerstwo Spraw Wojskowych stały na stanowisku, by zamiast 10 batalionów piechoty i 10 szwadronów kawalerii, sformować w pierwszej połowie 1926 8 batalionów granicznych i 16 szwadronów kawalerii. Argumentowano to koniecznością podniesienia manewrowości korpusu. Natomiast Rada Ministrów dążyła do obsadzenia granicy polsko-łotewsko-litewskiej drogą reorganizacji i przegrupowania istniejących jednostek KOP bez dodatkowych kosztów.
W styczniu 1926, na podstawie decyzji premiera, minister spraw wewnętrznych wydał rozporządzenie nr 1099 w sprawie reorganizacji jednostek KOP. Rozporządzenie nakazywało organizację 6 Brygady KOP i obsadzenie jej siłami granicy z Litwą i Łotwą do dnia 15 marca 1926. Dowódca KOP przegrupował już w lutym będący dotychczas w odwodzie 19 batalion graniczny w rejon Słobódki. Do bezpośredniej osłony granicy wykorzystano też 18 i 19 szwadron kawalerii. W tym samym okresie trwały prace nad sformowaniem 21, 22, 23 i 24 batalionu. Nie tworzono nowych szwadronów kawalerii. W 1926 zakończono proces przejmowania granicy wschodniej i północno-wschodniej od Policji Państwowej.
Po zakończeniu trzeciego etapu formowania, siły KOP znacząco odbiegały od założeń planu formowania. Sformowanie 6 Brygady wchłonęło dotychczasowe odwody taktyczne. Zmusiło to dowódcę korpusu do odtworzenia odwodów i do tworzenia dodatkowych jednostek, którymi mógłby obsadzić styki granic polsko-litewsko-niemieckiej i polsko-radziecko-rumuńskiej. Posiadając poparcie ministra spraw wojskowych gen. broni Lucjana Żeligowskiego, dowódca KOP przystąpił do czwartego, ponadplanowego i końcowego etapu organizacji korpusu. W budżecie na 1927 rok określono środki na ten cel w wysokości 5.252.645 zł, w tym 5.044.964 zł przeznaczono na tworzenie batalionów i kompanii KOP oraz 207.608 zł na utworzenie dwóch dowództw półbrygad. Latem 1927 został sformowany Dywizjon Żandarmerii KOP w składzie sześciu plutonów, przydzielonych do każdej z brygad ochrony pogranicza. Poszczególne plutony żandarmerii wystawiły posterunki przy batalionach granicznych.
24 sierpnia 1927 generał dywizji Daniel Konarzewski w zastępstwie Ministra Spraw Wojskowych unieważnił wydaną przez Oddział I Sztabu Generalnego za pismem L. 10649/Org.24 „Organizację Korpusu Ochrony Pogranicza” ze wszystkimi późniejszymi zmianami i uzupełnieniami. Unieważnienie pozostawało w związku z wydaniem przez Ministra Spraw Wewnętrznych za pismem L. 2000/Tjn.27 Og. Org. „Tymczasowych etatów Korpusu Ochrony Pogranicza”.
W 1927 Korpus Ochrony Pogranicza przejął niewielkie odcinki granicy polsko-rumuńskiej i polsko-niemieckiej.
W sierpniu zostały wydane wytyczne do organizacji pięciu batalionów odwodowych. Niezależnie od tego dowódca KOP przeorganizował 3 i 6 Brygadę, tworząc w każdej z nich dowództwa półbrygad. Sformował też trzy kompanie graniczne dla uzupełnienia 19, 22 i 23 batalionu. Uchwała Rady Ministrów z 8 września 1927 nakazywała, by nowo sformowane jednostki KOP obsadziły odcinki granicy polsko-pruskiej i polsko-rumuńskiej. KOP obsadził nakazane odcinki 1 listopada 1927 i tym samym zakończył się czwarty i ostatni etap organizacji formacji. Na dzień 1 grudnia 1927 Korpus Ochrony Pogranicza składa się z: dowództwa KOP, 6 dowództw brygad, 2 dowództw półbrygad, 29 batalionów granicznych, 20 szwadronów kawalerii i dywizjonu żandarmerii. Stan osobowy wynosił około 25 000 ludzi.
Korpus Ochrony Pogranicza, choć podlegał Ministrowi Spraw Wewnętrznych, stanowił część składową sił zbrojnych II Rzeczypospolitej. Miał on uszczelnić wschodnią granicę państwa. Do zadań KOP należało:
- strzeżenie nienaruszalności znaków i urządzeń granicznych;
- niedopuszczenie do nielegalnego przewozu i przerzutu towarów przez granicę;
- niedopuszczenie do nielegalnych przekroczeń granicy;
- zwalczanie przemytu i wykroczeń skarbowych oraz wykroczeń w zakresie postanowień o granicach państwa;
- współdziałanie z organami wojska w dziedzinie obrony państwa itd.

W 1928 ogólna długość granicy państwowej ochranianej przez KOP wynosiła ponad 2334 km. Na 1 km ochranianej granicy średnio przypadało około 11 żołnierzy. KOP liczył blisko 25 tysięcy żołnierzy w tym około 900 oficerów.
Organizacja pokojowa KOP w grudniu 1927:
- Dowództwo KOP w Warszawie
- 1 Brygada Ochrony Pogranicza
- 2 Brygada Ochrony Pogranicza
- 3 Brygada Ochrony Pogranicza
- 4 Brygada Ochrony Pogranicza
- 5 Brygada Ochrony Pogranicza
- 6 Brygada Ochrony Pogranicza
- dywizjon żandarmerii KOP

Organizacja pokojowa KOP w 1928
- Dowództwo Korpusu Ochrony Pogranicza w Warszawie
- 1 Brygada Ochrony Pogranicza
- 2 Brygada Ochrony Pogranicza
- 3 Brygada Ochrony Pogranicza
  - 3 Półbrygada Ochrony Pogranicza
- 4 Brygada Ochrony Pogranicza
- 5 Brygada Ochrony Pogranicza
- 6 Brygada Ochrony Pogranicza
  - 6 Półbrygada Ochrony Pogranicza
- dywizjon żandarmerii KOP

### Plany unifikacji ochrony granic Polski
Konsekwencje przewrotu majowego dokonanego przez Józefa Piłsudskiego w 1926 nie pozostały bez wpływu na dalszy rozwój koncepcji systemu ochrony granicy państwa. Na posiedzeniu Rady Ministrów 8 października 1926 prezes Rady Ministrów wysunął wniosek o zamianie nazwy Korpus Ochrony Pogranicza na Korpus Pogranicza. Zmiana ta była wyrazem przygotowywanej koncepcji przejęcia przez tę formację ochrony całości granic. Zamierzano pozbyć się dualizmu w ochronie granicy i przejąć od „niepewnych politycznie elementów” w Straży Celnej ochronę północnych, zachodnich i południowych rubieży państwa przez wojsko. Ze względu na nabrzmiałe stosunki z Niemcami i rozliczne na niej incydenty graniczne oraz napięte stosunki z Czechosłowacją postanowiono wprowadzić do ochrony granicy formację o charakterze wojskowym.
Realizując postanowienia Rady Ministrów, Sztab Główny WP rozpoczął przygotowanie założeń organizacyjnych. Planowano do 1 maja 1928 utworzenie dalszych pięciu brygad KOP, które objęłyby odcinki granicy południowej i zachodniej. Miały być to:
- 7 Brygada KOP, miejsce postoju Modlin, w składzie pięciu pułków;
- 8 Brygadę KOP, miejsce postoju Bydgoszcz, w składzie czterech pułków;
- 9 Brygada KOP, miejsce postoju Poznań, w składzie czterech pułków;
- 10 Brygada KOP, miejsce postoju Katowice, w składzie czterech pułków;
- 11 Brygada KOP, miejsce postoju Sanok.

Opracowana przez Sztab Główny koncepcja o powierzenie od 1 czerwca 1927 jednostkom KOP ochrony wszystkich granic państwa zarówno pod względem celnym, jak i politycznym, została 8 kwietnia 1927 rozpatrzona przez Radę Ministrów, która po dyskusji odłożyła go do następnego posiedzenia.
Ujawnienie zamiaru objęcia przez KOP całości ochrony granic spowodowało wrzenie zarówno czynników wewnętrznych jak i zewnętrznych.
Zamiar postawienia na granicy zachodniej oddziałów wojskowych zaniepokoił między innymi rząd niemiecki. W kwietniu 1927 polskie Ministerstwo Spraw Zagranicznych złożyło rządowi niemieckiemu wyjaśnienia, stwierdzając, że: „Ochronę pogranicza zachodniego powierza się KOP w celu unifikacji wszystkich granic Polski, umożliwi to lepsze strzeżenie granicy zachodniej, zapobiegnie przekraczaniu jej przez szpiegów, przemytników oraz położy tamę incydentom. KOP nie wchodzi w skład armii, jest to organizacja swoista straży pogranicznej oparta na dyscyplinie wojskowej, podległa Ministrowi Spraw Wewnętrznych”.
Zastąpienie Straży Celnej Korpusem Ochrony Pogranicza znalazło także wielu oponentów wewnątrz kraju. Wobec wagi problemu została podjęta wówczas „narodowa dyskusja” na ten temat. Głównym argumentem przeciwko wprowadzeniu korpusu na pozostałe granice była trudna sytuacja finansowa państwa. Nie bez znaczenia była też niekorzystna perspektywa społeczna. Funkcjonariuszom Straży Celnej groziło w większości bezrobocie. Oceniano, że reforma dotknie  „sześć tysięcy funkcjonariuszów Straży Celnej, co wraz z ich rodzinami da blisko trzydzieści tysięcy ludzi, zagrożonych w swoim bycie”. Organizacja Korpusu Pogranicza na przedstawionych zasadach nie miała też jednoznacznego poparcia w Sztabie Głównym. Mnożyły się pytania i stwierdzenia: „[...] skąd wziąć dodatkowe konie, obecnie wojsko ma braki, gospodarka cierpi? Skąd wziąć po 4 tysiące szeregowych rocznie, podoficerów można zdobyć, jest dużo chętnych, sam KOP by się uzupełnił”, lub „[...] nie twierdzę, że KOP niepotrzebny, przeciwnie, ale nie mogę robić ofiar z armii”.
W marcu 1927 Senat podjął następującą uchwałę: „Senat wzywa rząd, aby zaniechał zamiarów utworzenia Korpusu Ochrony Pogranicza na granicy zachodniej państwa. W zamian za to winien wzmóc działalność Straży Celnej w kierunku uniemożliwienia nielegalnego wwozu do kraju towarów obcych”, a w końcu marca na wniosek komisji budżetowej z kolei Sejm podjął podobną uchwałę: „Sejm wzywa rząd, aby połączył instytucje skarbowe ze Strażą Celną w jeden Korpus Straży Skarbowej zorganizowany na sposób wojskowy”.
Ostatecznie wnioski natury politycznej i ekonomicznej, a także reakcje państw sąsiadujących z Polską, zadecydowały o zaniechaniu koncepcji objęcia całości granic przez Korpus Ochrony Pogranicza. Zdecydowano natomiast w miejsce Straży Celnej utworzyć dobrze zorganizowany na wzór wojskowy, Korpus Straży Granicznej, podległy bezpośrednio ministrowi skarbu.
Część już przygotowanych w ramach poprzedniej koncepcji pododdziałów KOP wykorzystano dla „zamknięcia” obu skrzydeł granicy wschodniej. Utworzone jednostki w 1927 objęły służbę na suwalskim odcinku granicy polsko–pruskiej i na polsko–rumuńskiej wzdłuż Dniestru. Pozostałe odcinki granicy północnej, zachodniej i południowej ochraniać miała formacja cywilna, zorganizowana na wzór wojskowy.

## Proces unifikacji struktur KOP ze strukturami sił zbrojnych w latach 1929–1936
Odzwierciedleniem roli KOP w systemie ochrony granic oraz zadań w ewentualnym konflikcie z ZSRR były wytyczne marszałka Józefa Piłsudskiego z 1929, dotyczące koncepcji użycia oddziałów KOP w ramach wojsk osłony strategicznej. Były one inspiracją do kolejnej reformy korpusu:

„[...] celem bliższego zespolenia [...] elementów armii i KOP, zamierzam ustalić dla nich już w czasie pokoju pewien system wzajemności służbowej (luzowania) pojęty w ten sposób, że sprzężone kompanie armii regularnej i KOP będą kolejno pełnić służbę na granicy i w pułku [...]. Dopuszczam w wypadku wyżej określonym dwa możliwe rozwiązania:
- wchłonięcie materiału ludzkiego w formie zwykłych uzupełnień walczących wojsk

- wcielenie poszczególnych kompanii KOP jako czwartych do batalionów piechoty regularnej

Za rozwiązaniem drugim przemawia prostota wykonania i łatwość wyboru momentu, gdyż w tym wypadku poszczególne oddziały KOP, pojęte jako element sytuacji taktycznej, nie znikną z pola widzenia”.

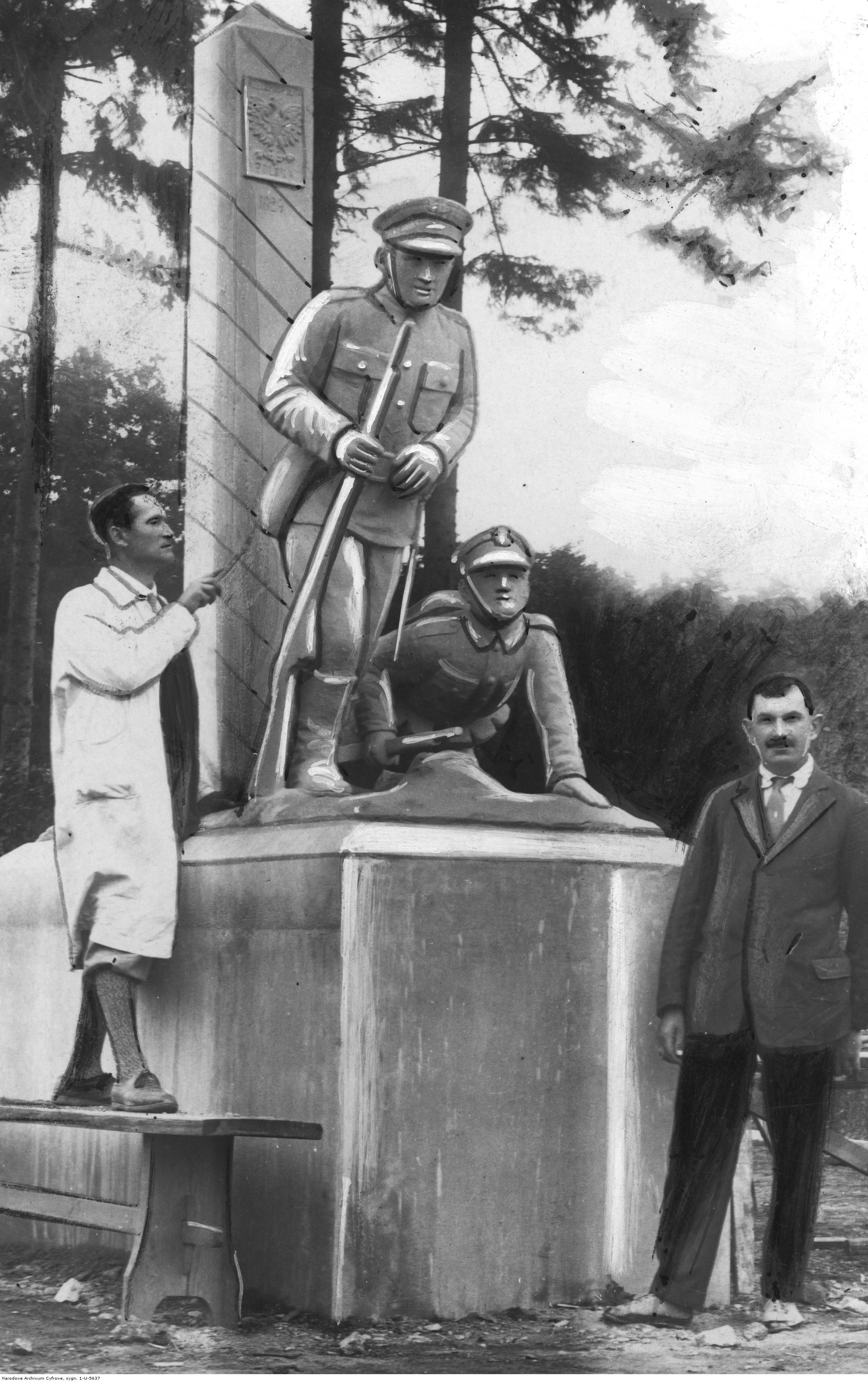
Sapożyn. Pomnik wdzięczności ludności kresowej dla Korpusu Ochrony Pogranicza

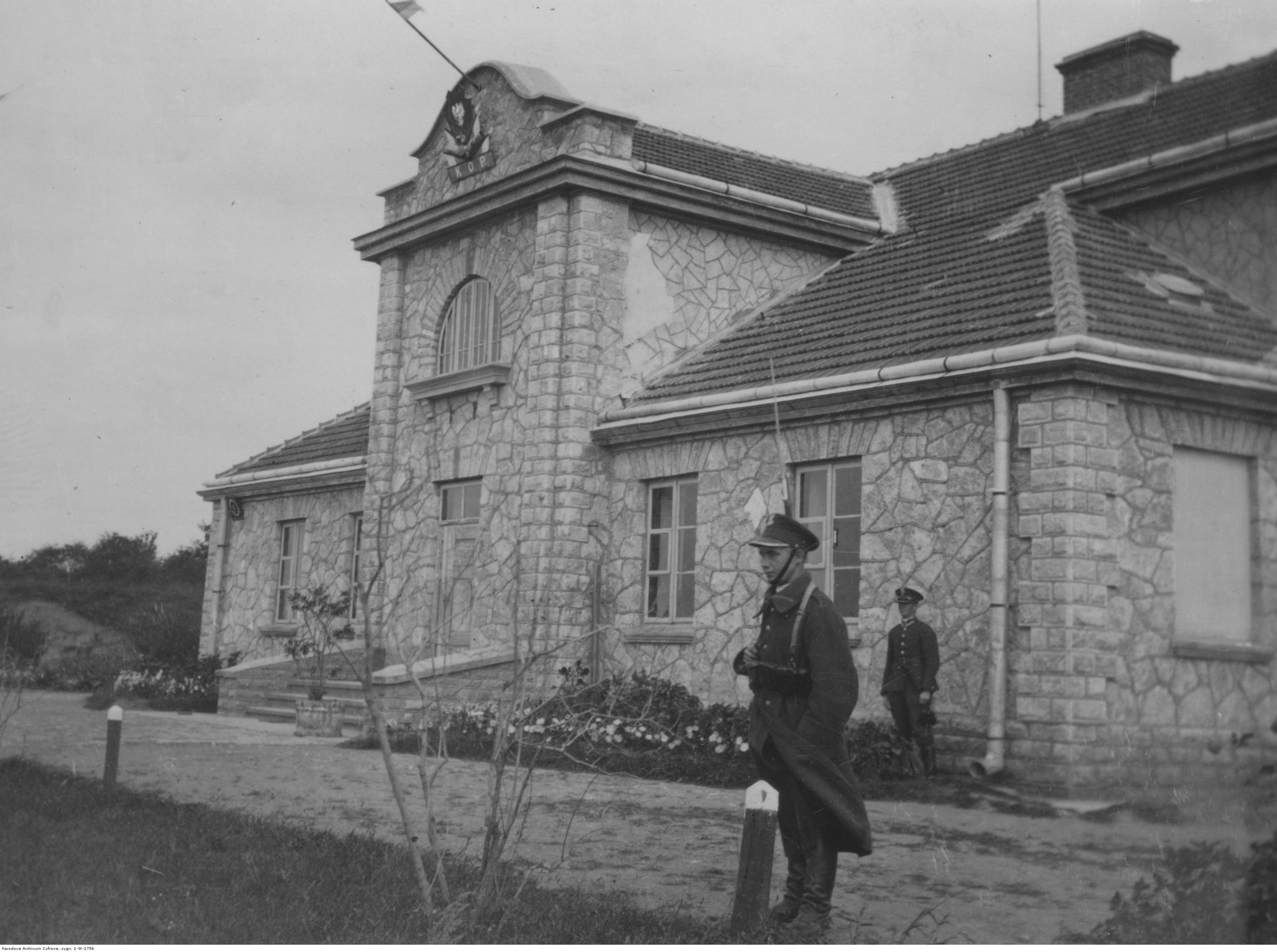
Strażnica Korpusu Ochrony Pogranicza na granicy polsko-rumuńskiej

18 maja 1929 nowym dowódcą KOP został gen. bryg. Stanisław Tessaro. Latem 1929 KOP rozpoczął realizację koncepcji MSWojsk. odnośnie do unifikacji systemu organizacyjno-szkoleniowego KOP i wojsk operacyjnych. W jej wyniku, poza istniejącymi sześcioma brygadami, które poddano reorganizacji, utworzono 6 dowództw pułków.
W lipcu 1929 przystąpiono do realizacji planu „R. 1”. Zlikwidowano istniejące półbrygady, 3 i 6 Brygada utworzyły Brygadę KOP „Wilno”, a wydzielona część sił z 6 Brygady utworzyła Brygadę KOP „Grodno”.
Zreorganizowano też kawalerię KOP. W grudniu 1929 utworzono przy inspektorze formacji konnych dwa etaty: inspektora północnej grupy szwadronów z siedzibą w Wilnie i inspektora południowej grupy szwadronów z siedzibą w Łucku. Zorganizowano dwie grupy kawalerii: północną i południową. W grupie północnej znalazły się: 1, 2, 6, 7, 8, 9, 10, 15, 16, 18, 19 i 20 szwadron, a w południowej: 3, 4, 5, 11, 12, 13, 14 i 17 szwadron.
Wprowadzono nową organizację służby wywiadowczej. Od tej pory składała się z samodzielnego referatu wywiadowczego przy dowództwie KOP obejmującego referat studiów i ewidencji oraz referat przemytu i ochrony tajemnicy wojskowej; referentów informacyjnych dowódców brygad oraz pułku „Wołożyn”, oficerów informacyjnych 3, 11, 12, 14, 19 i 23 batalionów KOP i dziewięciu placówek wywiadowczych. Placówki podlegały dowódcom brygad z wyjątkiem placówek nr 3., 4., i 9. Te ostatnie podlegały właściwym dowódcom pułków. Pod względem pracy na terenie zewnętrznym placówki 1-6 podlegały pod kierownika ekspozytury Oddziału II Szt. Gen. nr I Wilno, od 7 do 9 pod kierownika ekspozytury Oddziału II Szt. Gen. nr V Lwów. Pod względem pracy wywiadowczej placówki 1-4 podlegały kierownikowi samodzielnego referatu informacyjnego DOK III Grodno, placówki 5 i 6 kierownikowi referatu DOK IX Brześć, a placówka nr 9 – DOK VI Lwów.
Wszystkie jednostki KOP począwszy od strażnicy aż po brygadę przyjęły nazwy miejscowości lub nazwy geograficzne regionów, w których stacjonowały sztaby.
W związku z reorganizacją KOP, przeorganizowano także dywizjon żandarmerii KOP. Zmieniono miejsca stacjonowania większości plutonów i posterunków. Liczbę tych ostatnich zwiększono do 30.
W końcu 1929 KOP składał się z Dowództwa KOP, 6 dowództw brygad, 4 dowództw pułków, 24 batalionów granicznych, 5 batalionów odwodowych, 20 szwadronów kawalerii, batalionu szkolnego, szkoły podoficerów zawodowych kawalerii, szkoły tresury psów meldunkowych, dywizjonu żandarmerii, 9 placówek wywiadowczych. Stan osobowy wynosił około 27 000 ludzi.
W 1930 sformowano dowództwo pułku KOP „Sarny” i pięć kompanii piechoty KOP. Koszt organizacji tych jednostek wyniósł 2808458 zł. Rozważano też możliwość utworzenia artylerii korpusu. Z zamiaru tego jednak zrezygnowano
W 1931 dokonano reorganizacji KOP pod kryptonimem „R. 2”. Przeprowadzono reorganizację służby wywiadowczej oraz zreorganizowano bataliony KOP i Centralną Szkołę Podoficerską. W wyniku reorganizacji batalionów utworzono w każdym batalionie granicznym kompanię karabinów maszynowych, rozwinięto kadry kompanii szkolnych do pełnoetatowych kompanii odwodowych. Wskutek reorganizacji Centralnej Szkoły Podoficerów zlikwidowano dwie istniejące kompanie strzeleckie oraz sformowano kompanię szkolną studencką (specjalistów) i drugą kompanię szkolną karabinów maszynowych.
W 1931 zorganizowano kompanie saperów dla poszczególnych brygad Korpusu Ochrony Pogranicza. Dzieliły się na cztery typy, a nazwy przybierały od macierzystych jednostek. Typ I kompanii saperów posiadała Brygada „Polesie”. W jej skład wchodziły dowódca kompanii, drużyna gospodarcza (podoficer gospodarczy, sprzętowy, broni, gazowy oraz personel pomocniczy) i trzy plutony saperów. Pluton pierwszy miał cztery drużyny, a pozostałe plutony po trzy drużyny. Stan osobowy kompanii wynosił 123 żołnierzy, w tym 4 oficerów, 13 podoficerów i 106 saperów. Brygada „Wilno” otrzymała kompanię typu II. Składała się ona z dowódcy kompanii, drużyny gospodarczej oraz trzech plutonów saperów po trzy drużyny. Łącznie liczyła 106 żołnierzy w tym 4 oficerów, 11 podoficerów i 91 szeregowców. Brygady „Grodno”, „Nowogródek”, „Wołyń” i „Podole” posiadały kompanie typu III. Kompanie tego typu miały dwa plutony po trzy drużyny i drużynę gospodarczą. Etat kompanii wynosił 3 oficerów, 9 podoficerów i 80 szeregowców.
W końcu 1931 struktura organizacyjna KOP przedstawiała się następująco: dowództwo KOP, 6 dowództw brygad, 5 dowództw pułków, 24 bataliony graniczne, 5 batalionów odwodowych, 20 szwadronów kawalerii, Centralna Szkoła Podoficerska, Szkoła Podoficerów Zawodowych Kawalerii, szkoła tresury psów meldunkowych, dywizjon żandarmerii, 6 kompanii saperów, 10 placówek wywiadowczych. Korpus liczył około 27 000 ludzi.
Kolejne zmiany organizacyjne wprowadzano od 1933. Wynikały one z koncepcji użycia KOP do działań osłonowych na kierunku wschodnim.
Reorganizacji poddany został wywiad KOP. W 1933 otrzymał nową strukturę. Nastąpił wzrost stanów osobowych do liczby 238 ludzi. W jego skład wchodziły: szefostwo wywiadu KOP, ekspozytury Oddziału II Sztabu Głównego nr 1 w Wilnie i nr 5 we Lwowie, placówki wywiadowcze KOP nr 1 do 12 i oficerowie eksponowani placówek wywiadowczych KOP. Nowy zakres pracy wywiadu KOP obejmował wywiad płytki i kontrwywiad zaczepny na Litwie oraz na obszarach Białoruskiego i Ukraińskiego Okręgu Wojskowego ZSRR. Rozkazem szefa Oddziału II Sztabu Głównego KOP przejął również kontrwywiad w pasie granicznym, wydzielonym spod kompetencji samodzielnych referatów informacyjnych Okręgów Korpusów nr II, III, VI i IX zarówno w czasie pokoju, jak i na wypadek wojny. Obejmował on: organizację sieci specjalnych, przygotowanie dossier wywiadowczych dla jednostek osłonowych, ochronę tajemnicy w dowództwie i jednostkach KOP, współpracę z jednostkami w ochronie granic, zwalczanie przemytnictwa i przestępstw skarbowo-celnych.
W 1934 zreorganizowano kawalerię KOP. Dokonano podziału szwadronów na trzy grupy inspekcyjne: północną, środkową i południową. Dostosowano też szwadron szkolny „Niewirków” do wymogów szkoły podoficerów kawalerii KOP. W tym sformowano też dodatkowo trzy kompanie strzeleckie w pułkach „Sarny”, „Wilejka” i „Głębokie” i pluton szkolny karabinów maszynowych. Sformowano też pluton radiotelegraficzny, który obsługiwał stacje krótkofalowe przy dowództwie KOP, w Łunińcu przy placówce wywiadowczej oraz w Czortkowie przy dowództwie Brygady KOP „Podole”.
Na dzień 31 grudnia 1934 struktura KOP przedstawiała się następująco: dowództwo KOP w Warszawie przy ul. Nowowiejskiej 39, dywizjon żandarmerii, szefostwo wywiadu KOP, 6 brygad KOP: „Grodno”, „Wilno”, „Nowogródek”, „Polesie”, „Wołyń” i „Podole”, 5 pułków KOP: „Głębokie”, „Wilejka”, „Wołożyn”, „Sarny” i „Czortków”, szkolny szwadron kawalerii „Niewirków”, 19 szwadronów kawalerii, 6 kompanii saperów, 24 bataliony graniczne, 5 batalionów odwodowych. Korpus liczył 26 586 żołnierzy, w tym 910 oficerów, 2662 podoficerów zawodowych, 640 podoficerów nadterminowych, 271 pracowników kontraktowych i 22 119 żołnierzy.
Powyższa struktura organizacyjna przetrwała do 1937, kiedy to podjęto kolejną reorganizację jednostek KOP oraz reformę systemu ochrony granicy.

### Struktura organizacyjna KOP w 1931
W 1931 w skład Korpusu Ochrony Pogranicza wchodziły:
- Dowództwo Korpusu Ochrony Pogranicza w Warszawie
- Inspektorat PW i WF KOP
- kompania sztabowa KOP
- Brygada KOP „Grodno”
- Brygada KOP „Wilno”
  - pułk KOP „Głębokie”
- Brygada KOP „Nowogródek”
  - pułk KOP „Wołożyn”
- Brygada KOP „Polesie”
  - pułk KOP „Sarny”
- Brygada KOP „Wołyń”
- Brygada KOP „Podole”
  - pułk KOP „Czortków”
- Centralna Szkoła Podoficerów KOP
- dywizjon żandarmerii KOP

## Okres zasadniczej reorganizacji KOP w latach 1937–1939

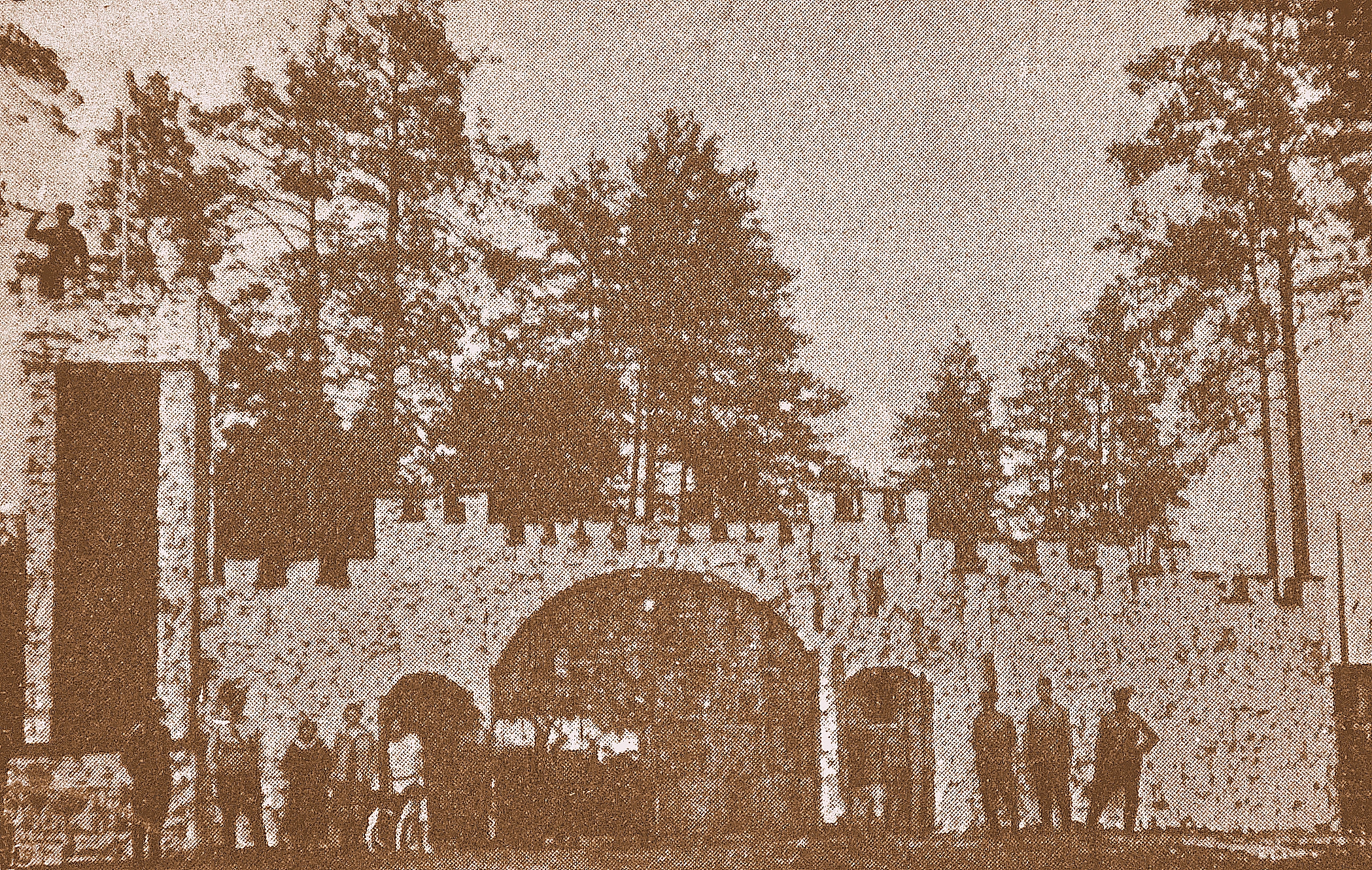
Brama wjazdowa do koszar w Lewaczach

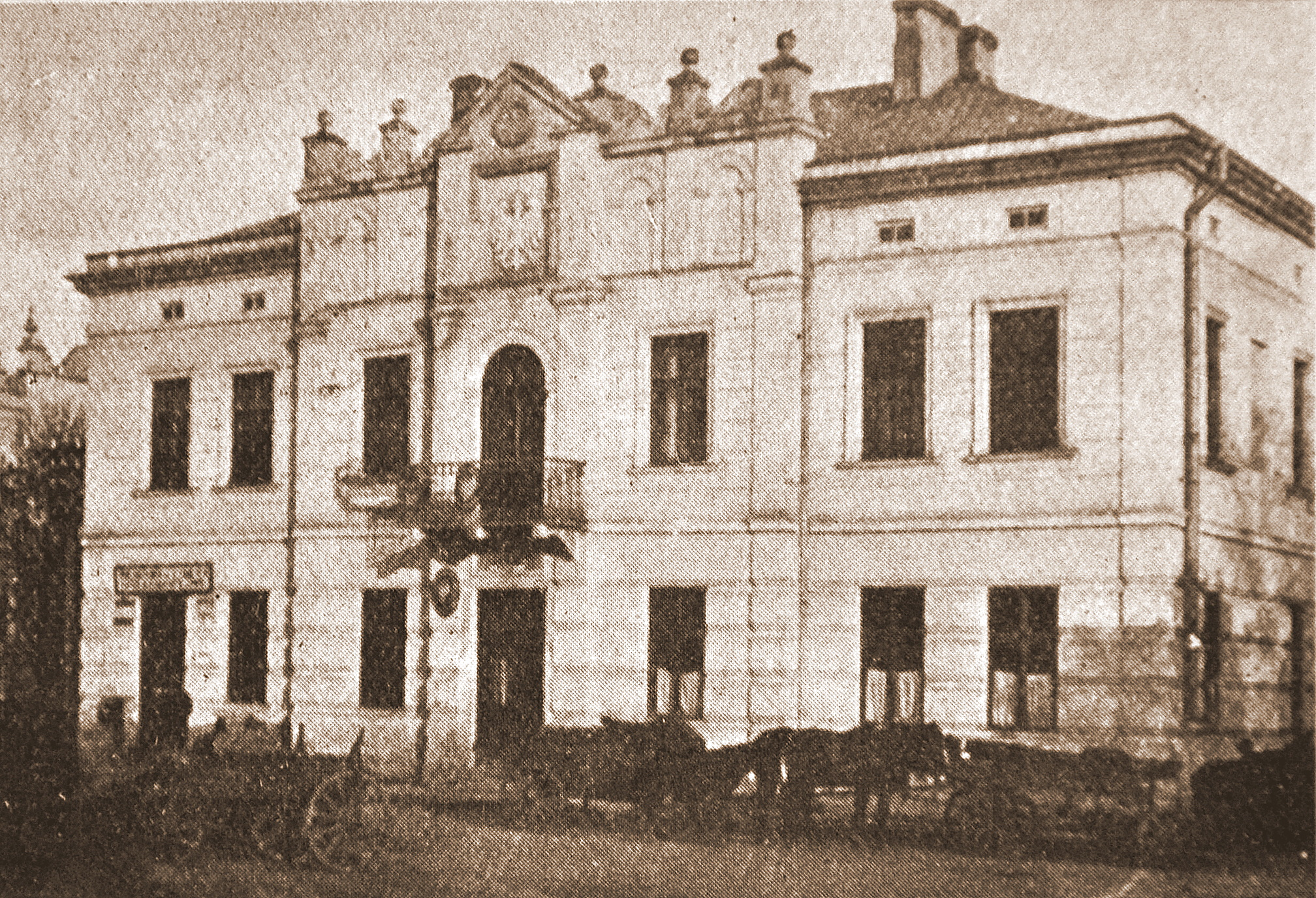
Koszary w Borszczowie

W 1937, kiedy podjęto kolejną reorganizację jednostek KOP, nastąpiła częściowa rezygnacja ze struktur brygadowych na rzecz zwiększenia struktur pułkowych. Zorganizowano dwa nowe bataliony odwodowe i pododdziały artylerii lekkiej. Wszystkie jednostki KOP przeszły na nowe etaty. Dokonano zmiany systemu ochrony granicy z kordonowego na system patrolowo-wywiadowczy.
W obiegu kancelaryjnym (w dokumentach) wprowadzono kryptonimy poszczególnych oddziałów KOP.
Rozkazem dowódcy KOP z 23 lutego 1937 została zapoczątkowana reorganizacja KOP pod kryptonimem „R.3 I Faza”. Rozwiązano brygady KOP „Wilno”, „Nowogródek” i „Wołyń” oraz pułk KOP „Czortków”. Przeorganizowano brygady KOP „Polesie” i „Podole”, pułki KOP „Głębokie”, „Wilejka” i „Sarny” oraz bataliony KOP „Troki”, „Niemenczyn”, „Nowe Święciany”, „Budsław” i „Krasne”. Utworzono bataliony KOP „Berezwecz” i „Wilejka”. II fazę planu R.3 zarządzono 17 lipca 1937. Wynikała ona z ogólnego planu modernizacji i rozbudowy Wojska Polskiego. Celem reorganizacji było zwiększenie odwodów w batalionach KOP poprzez utworzenie plutonów odwodowych w kompaniach granicznych.
Zgodnie z planem utworzono wówczas dywizjon artylerii lekkiej KOP „Czortków”, baterię artylerii lekkiej KOP „Kleck” oraz baterię artylerii lekkiej KOP „Osowiec”. Przystąpiono do tworzenia specjalnego batalionu KOP „Sarny”. Batalion miał obsadzić fortyfikację budowaną w rejonie Sarn.
Dokonano także reorganizacji kawalerii KOP. Wprowadzono podział na szwadrony typu I, rozmieszczone poza m.p. dowództw batalionów KOP, szwadrony typu II stacjonujące w m.p. dowództw batalionów KOP oraz szwadron typu III „Nowe Swięciany”. Z dniem 20 listopada 1938 szwadrony kawalerii KOP weszły organizacyjnie w skład brygad lub pułków KOP.
Po przeprowadzonych zmianach struktura organizacyjna KOP 31 grudnia 1937 przedstawiała się następująco: dowództwo KOP, 3 brygady KOP, 7 pułków KOP, 24 bataliony graniczne, 7 batalionów odwodowych, batalion specjalny „Sarny”, dywizjonon kawalerii „Niewirków”, 19 szwadronów kawalerii, 6 kompanii saperów, dywizjon artylerii lekkiej KOP „Czortków”, 2 baterie artylerii lekkiej KOP „Kleck” i „Osowieć”. Ponadto w skład KOP wchodziły między innymi szefostwo wywiadu KOP, dwie ekspozytury Oddziału II Sztabu Głównego nr 1 w Wilnie i nr 5 we Lwowie oraz 10 placówek wywiadowczych. Stan osobowy KOP wynosił wówczas 26 355 żołnierzy, w tym 886 oficerów, 2639 podoficerów zawodowych, 840 podoficerów nadterminowych oraz 217 pracowników kontraktowych.
Na początku 1938 pojawiły się także postulaty o konieczności stworzenia zachodniego Korpusu Ochrony Pogranicza dla granicy z Niemcami. Postulatów tych nie zrealizowano.
Kolejny etap reorganizacji rozpoczął się 30 kwietnia 1938, kiedy to wszedł w życie plan mobilizacyjny „W”. W odniesieniu do KOP plan zakładał wzmocnienie jego oddziałów z równoczesnym wydzieleniem z nich kadry oficerów, podoficerów i szeregowców dla zawiązków dywizji rezerwowych. Jednostki KOP w procesie mobilizacji miały się częściowo odtworzyć i nadal pełnić służbę na granicy.
Realizując zamierzenia wzmocnienia KOP, utworzoną 19 grudnia 1938 Dziśnieńską Półbrygadę Obrony Narodowej podporządkowano pułkowi KOP „Głębokie”. W związku z poleceniem przejęcia od Straży Granicznej odcinka granicy południowej między przełęczą Użocką a stykiem granicy polsko-rumuńsko-czechosłowackiej, dowództwo KOP przystąpiło do organizacji pułku KOP „Karpaty”.
Organizacja KOP na dzień 31 grudnia 1938 przedstawiała się następująco: dowództwo KOP Warszawa przy ul. Chałubińskiego 3b, 3 dowództwa brygady: „Grodno”, „Polesie” i „Podole”, 8 dowództw pułków: „Wilno”, „Głębokie”, „Wilejka”, „Wołożyn”, „Snów”, „Sarny”, „Zdołbunów”, „Karpaty”, 27 batalionów granicznych, 6 batalionów odwodowych, batalion specjalny „Sarny”, dywizjon kawalerii „Niewirków”, 19 szwadronów kawalerii, dywizjon artylerii lekkiej „Czortków”, 2 baterie artylerii lekkiej: „Kleck”, „Osowiec”, 6 kompanii saperów. Ponadto w skład KOP wchodziły: Centralna Szkoła Podoficerska, dywizjon żandarmerii i pluton radiotelegraficzny, 5 kierownictw intendentury KOP: „Grodno”, „Wilejka”, „Łuniniec”, „Czortków” i „Stryj”, 6 stacji gołębi pocztowych: „Postawy”, „Smorgonie”, „Bogdanów”, „Baranowicze”, „Sarny”, „Buczacz”, 11 placówek wywiadowczych i 5 rejonów Przysposobienia Wojskowego KOP: „Wilno”, „Nowogródek”, „Polesie”, „Wołyń” i „Podole”.
Od lutego 1939 całą granicę polsko-rumuńską ochraniał KOP. W styczniu 1939 KOP przekazał Straży Granicznej dotychczas ochraniany odcinek granicy polsko-niemieckiej. W tym celu  na terenie Mazowieckiego Okręgu SG utworzono Odwód Straży Granicznej „Suwałki”.
W marcu 1939 pułk KOP „Karpaty” objął również pod ochronę powstałą po rozpadzie Czechosłowacji granicę polsko-węgierską. 15 lipca 1939 wydano rozkaz organizacyjny o utworzeniu 2 pułku KOP „Karpaty” do wzmocnienia granicy ze Słowacją. Z chwilą jego organizacji pułk piechoty KOP „Karpaty” otrzymał numer 1.
Granica służbowej działalności KOP w 1939 rozciągała się od Polski, Litwy i Prus Wschodnich na północy przez linię graniczną z Litwą, Łotwą, Związkiem Radzieckim, Rumunią, Węgrami oraz Słowacją aż do Wisłoki. W lipcu KOP 1939 przekazał Straży Granicznej ochronę granicy polsko-łotewskiej.

### Struktura organizacyjna KOP w 1938
Organizacja KOP w 1938:
Dowództwo KOP w Warszawie
- Szefostwa służb Korpusu Ochrony Pogranicza w Warszawie
- Szefostwo wywiadu Korpusu Ochrony Pogranicza w Warszawie
- Urząd Wychowania Fizycznego i Przysposobienia Wojskowego w Warszawie
- Dowództwo dywizjonu żandarmerii Korpusu Ochrony Pogranicza w Warszawie
- Centralna Szkoła Podoficerska KOP w Osowcu

Brygady i pułki KOP:
- Brygada KOP „Grodno”
- Brygada KOP „Polesie”
- Brygada KOP „Podole”
- pułk KOP „Głębokie”
- pułk KOP „Wołożyn”
- pułk KOP „Wilno”
- pułk KOP „Wilejka”
- pułk KOP „Snów”
- pułk KOP „Sarny”
- pułk KOP „Zdołbunów”
- pułk KOP „Karpaty”

### Reorganizacja kwatermistrzostw oraz inne zmiany organizacyjne przeprowadzone wiosną 1939
10 marca 1939 dowódca KOP wydał zarządzenie L. 1514/tj.Og.Org./39 Reorganizacja kwatermistrzostw oraz inne zmiany organizacyjne, na podstawie którego:
z dniem 1 kwietnia:
- zlikwidowano kwatermistrzostwo pułku KOP „Wilno”, a jego dowództwo przydzielono pod względem gospodarczym do baonu KOP „Nowe Święciany”;
- w baonie KOP „Nowe Święciany” zlikwidowano podkwatermistrzostwo, a utworzono kwatermistrzostwo; do baonu przydzielono pod względem gospodarczym dowództwo pułku KOP „Wilno”;
- zlikwidowano kwatermistrzostwo pułku KOP „Wilejka”, a jego dowództwo przydzielono pod względem gospodarczym do baonu KOP „Krasne”;
- w baonie KOP „Krasne” zlikwidowano podkwatermistrzostwo, a utworzono kwatermistrzostwo; do baonu przydzielono pod względem gospodarczym dowództwo pułku KOP „Wilejka” i baon KOP „Wilejka”;
- w baonie KOP „Troki” zlikwidowano podkwatermistrzostwo, a utworzono kwatermistrzostwo; do baonu przydzielono pod względem gospodarczym: Komendę Rejonu PW „Wilno”, inspektora północnej grupy szwadronów kawalerii i lekarza weterynarii północnego rejonu weterynarii[e];
- w baonach KOP „Budsław” i „Niemenczyn” zlikwidowano podkwatermistrzostwa, a utworzono kwatermistrzostwa;
- w baonie KOP „Berezwecz” utworzono podkwatermistrzostwo, a baon przydzielono pod względem gospodarczym do baonu KOP „Podświle”;
- w baonie KOP „Wilejka” utworzono podkwatermistrzostwo, a baon przydzielono pod względem gospodarczym do baonu KOP „Krasne”;
- uruchomiono podkwatermistrzostwo w dyonie kawalerii KOP „Niewirków” (przynależność gospodarcza dyonu pozostała bez zmian);
- jednostki administracyjne KOP z wyjątkiem pułku KOP „Karpaty”[f] przeszły na gospodarkę według przepisu „Gospodarka w Oddziałach KOP” (O.G.–KOP) i otrzymały charakter oddziałów gospodarczych (szczegółowe zarządzenia co do sposobu przejścia z dotychczasowej gospodarki na gospodarkę wg przepisu O.G.–KOP regulował rozkaz KOP nr 100-320/Int.Og./39 z 28 lutego)[g];
- wprowadzono nowy przydział gospodarczy pododdziałów przydzielonych oraz jednostek organizacyjnych nieprowadzących samodzielnej gospodarki;
- ustanowiono nowe etaty Dowództwa Brygady KOP „Grodno” (obowiązywał od 15 maja), Komendy CSP KOP, dowództw pułków KOP „Głębokie” i „Wilejka” oraz wszystkich dowództw baonów;
- ustanowiono nowy etat dla pułku KOP „Wilno”, który obowiązywał do 15 maja, bez składu osobowego kwatermistrzostwa pułku, które zostało zlikwidowane z dniem 31 marca.

z dniem 15 maja:
- rozwiązano pułk KOP „Wilno” i zlikwidowano dowództwo pułku KOP „Wilno”;
- wcielono baony KOP „Troki”, „Niemenczyn” i „Nowe Święciany” oraz szwadron kawalerii „Nowe Święciany” do składu organizacyjnego Brygady KOP „Grodno”;
- zwiększono skład osobowy Dowództwa Brygady KOP „Grodno”;
- włączono komendę powiatową PW „Nowe Święciany” w skład organizacyjny baonu KOP „Nowe Święciany”[100].

## Wysiłek mobilizacyjny KOP od marca 1939
Wobec zaostrzających się stosunków polsko-niemieckich zarządzono 23 marca 1939 częściową mobilizację. Zgodnie z planem „W”, KOP zmobilizował cztery bataliony odwodowe, osiem szwadronów kawalerii, cztery kompanie saperów i pluton pionierów z kompanii saperów „Czortków”. Bataliony piechoty wysłano na granicę południową. Na granicę zachodnią wysłano trzy kompanie saperów.
Kawalerię KOP znad granicy wschodniej przerzucono w rejon Wieluniai utworzono z niej ćwiczebny pułk kawalerii. Po otrzymaniu w kwietniu i maju uzupełnienia w ludziach i sprzęcie przeformowano go w 1 pułk kawalerii KOP.
W kwietniu 1939 zmobilizowano bataliony odwodowe „Wilejka” i „Wołożyn” i przerzucono je w rejon Żywca. Zmobilizowano też batalion graniczny „Słobódka” z baterią artylerii lekkiej „Kleck” i wysłano w rejon Augustowa.
W maju na Hel wysłano: z batalion KOP „Sienkiewicze” – kompanię odwodową i kompanię ckm, z pułk KOP „Sarny” – kompanię odwodową. Z tych jednostek utworzono batalion noszący numerację IV/7pp, zwany także IV batalionem KOP „Hel”.
Rozpoczęto też prace nad zorganizowaniem plutonów przeciwpancernych oraz mieszanych plutonów specjalnych w składzie: drużyna saperów, drużyna przeciwpancerna oraz drużyna zwiadowców.
Ministerstwo Spraw Wojskowych utworzyło dowództwa pododcinków: „Sucha”, „Nowy Sącz” i „Sanok”, które przemianowane później na brygady górskie, 25 sierpnia 1939 zostały wcielone w skład organizacyjny KOP. Jedyną brygadą górską która powstała na bazie jednostek KOP jest 1 Brygada Górska (pododcinek „Sucha”), która powstała na bazie 1 pułku KOP i 2 pułku piechoty KOP.
W wyniku prowadzonych prac reorganizacyjnych od marca 1939 do chwili ogłoszenia mobilizacji powszechnej KOP osiągnął znaczny stopień gotowości bojowej. Zmobilizowane pododdziały KOP wzmocniły jednostki wojsk operacyjnych na południu i zachodzie kraju.
Do czasu ogłoszenia mobilizacji powszechnej, KOP zmobilizował i wystawił 1 pułk kawalerii KOP, 1 i 2 pp KOP oraz 1 i 2 pp KOP „Karpaty”, bataliony KOP: „Snów”, „Snów I”, „Berezwecz”, „Wołożyn”, „Wilejka”, „Skole”, „Delatyn”, „Dukla”, „Komańcza”, „Żytyń”, „Słobódka”, „Hel” i „Małyńsk”, batalion forteczny „Osowiec”, kompanie saperów KOP: „Wilejka”, „Stołpce”, „Stolin”, „Hoszcza” i pluton saperów zmotoryzowanych „Kleck” oraz pluton pionierów z kompanii saperów „Czortków” i dywizjon artylerii lekkiej KOP „Osowiec”.
Mobilizacja w sierpniu 1939

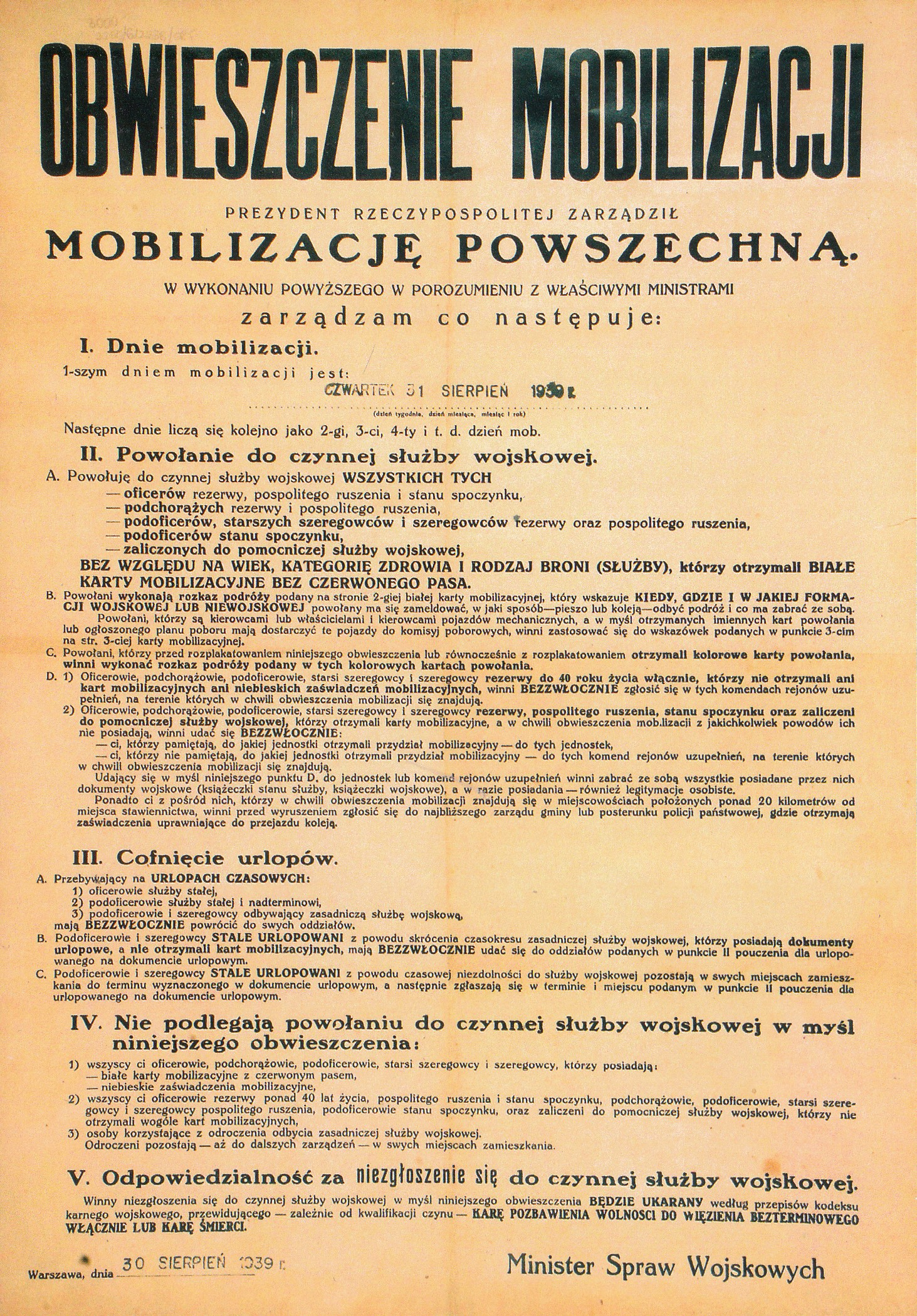
Afisz mobilizacji powszechnej

W ramach ogłoszonej w nocy z 23 na 24 sierpnia mobilizacji alarmowej, w oparciu o jednostki Brygady KOP „Grodno” mobilizowano 33 Dywizję Piechoty. Jej 133 pp został zmobilizowany w całości przez pułk KOP „Wilno”. I batalion mobilizował batalion KOP „Nowe Święciany”, II batalion – batalion KOP „Niemenczyn”, III batalion – batalion KOP „Troki”. Dowództwo 134 pp zmobilizowało bezpośrednio dowództwo brygady KOP „Grodno”, I batalion – mobilizowany był przez baon KOP „Orany”, II batalion przez batalion KOP „Sejny”, a III batalion 41 pp, wykorzystując do tego celu zmagazynowane wyposażenie batalionu KOP „Suwałki”. 135 pp mobilizowała Centralna Szkoła Podoficerów Korpusu Ochrony Pogranicza.
Także w ramach mobilizacji alarmowej pułk KOP „Głębokie” zmobilizował 3 pułk piechoty KOP. I batalion mobilizował batalion KOP „Łużki”, II batalion – batalion KOP „Podświle”, a III batalion – batalion KOP „Słobódka”.
Brygada KOP „Podole” mobilizowała 36 Dywizję Piechoty w dwóch rzutach. Pierwszy rzut organizowano 27 sierpnia w mobilizacji alarmowej i drugi rzut 31 sierpnia w mobilizacji powszechnej. Kwaterę główną dywizji, dowództwo oraz I i II batalion 163 pp mobilizował batalion KOP „Czortków”, a III batalion mobilizował batalion KOP „Borszczów”. batalion KOP „Kopyczyńce” mobilizował III batalion 165 pp.
Siedem szwadronów kawalerii KOP zostało przydzielonych do dywizji piechoty jako kawaleria Dywizyjna. Cztery szwadrony i dywizjon „Niewirków” pozostały na granicy wschodniej.
Na bazie pododdziałów KOP zorganizowano: dowództwo grupy operacyjnej gen. Jana Kruszewskiego, 3 dowództwa rezerwowych dywizji piechoty (33, 36, 38), 1 dowództwo brygady górskiej (1 BGór), 12 dowództw pułków piechoty (1, 2, 3 pp KOP, 2 pp KOP „Karpaty”, 96, 97, 98, 133, 134, 135, 163 i 207 pp rez.), 1 dowództwo pułku kawalerii (1 pułk kawalerii KOP), 39 batalionów piechoty, batalion forteczny „Osowiec”, 1 batalion saperów, 6 oddziałów kawalerii dywizyjnej (7 szwadronów), 2 dywizjony artylerii lekkiej. Ponadto od 30 sierpnia 1939 dowództwo KOP przeszło na wojenną strukturę organizacyjną. Zlikwidowano dowództwo Brygady Kawalerii „Podole” przekształcając je w dowództwo pułku KOP „Czortków”.
W trakcie mobilizacji z KOP powstały:
- Dowództwo Grupy Operacyjnej gen. Kruszewskiego
- 33 Dywizja Piechoty
- 36 Dywizja Piechoty
- 38 Dywizja Piechoty
- 1 pułk piechoty KOP
- 1 pułk piechoty KOP „Karpaty”
- 2 pułk piechoty KOP
- 2 pułk piechoty KOP „Karpaty”
- 3 pułk piechoty KOP
- 207 pułk piechoty
- 1 pułk kawalerii KOP

Wcielone do KOP z dniem 25 sierpnia 1939:
- Dowództwo Odcinka „Jasło” → Dowództwo Grupy Operacyjnej „Jasło”
- Dowództwo Pododcinka Nr 1 „Sucha” → Dowództwo 1 Brygady Górskiej Strzelców
- Dowództwo Pododcinka Nr 1 „Nowy Sącz” → Dowództwo 2 Brygady Górskiej Strzelców
- Dowództwo Pododcinka Nr 1 „Sanok” → Dowództwo 3 Brygady Górskiej Strzelców

W sumie ze składu KOP wydzielono dowództwa i sztaby dwóch grup operacyjnych, trzy dowództwa i sztaby dywizji rezerwowych piechoty, dowództwo brygady górskiej i sztaby kolejnych brygad górskich, dwanaście dowództw pułków, pułk kawalerii, 39 batalionów piechoty, batalion forteczny, batalion saperów, siedem szwadronów kawalerii dla kawalerii dywizyjnej, dwa dywizjony artylerii lekkiej.
W toku mobilizacji powszechnej oraz zmian organizacyjnych w okresie poprzedzającym wybuch wojny, dotychczasowy stan oddziałów KOP stacjonujących na granicy uległ daleko idącym zmianom. W efekcie tych zmian odtworzone jednostki posiadały niewielki odsetek przygotowanych do służby granicznej żołnierzy. Pozbawione zostały też znacznej części posiadanego uzbrojenia i wyposażenia. Mimo to zdołano odtworzyć na granicy z Litwą i ZSRR Brygadę KOP „Podole”, 7 pułków KOP („Wilno”, „Głębokie”, „Wilejka”, „Snów”, „Sarny”, „Zdołbunów” i „Czortków”) oraz 22 bataliony graniczne. W skład KOP wchodziły też: dywizjon żandarmerii, pluton radiotelegraficzny, 2 ekspozytury Oddziału II Sztabu Głównego i 12 placówek wywiadowczych.
Organizacja KOP na granicy wschodniej po mobilizacji

Organizacja na dzień 1 września 1939:
- Dowództwo Korpusu Ochrony Pogranicza w Warszawie ul. Chałubińskiego 3b
- dowództwo Brygady KOP „Polesie”
- Dziśnieńska Półbrygada Obrony Narodowej
- pułk KOP „Wilno”
- pułk KOP „Głębokie”
- pułk KOP „Wilejka”
- pułk KOP „Snów”
- pułk KOP „Sarny”
- pułk KOP „Zdołbunów”
- pułk KOP „Czortków”
- dywizjon żandarmerii KOP
- pluton radiotelegraficzny KOP
- cztery kierownictwa intendentury KOP (Wilejka, Łuniniec, Czortków i Stryj)
- sześć stacji gołębi pocztowych (Postawy, Smorgonie/Bogdanów, Baranowicze, Sarny, Buczacz)
- pięć rejonów Przysposobienia Wojskowego KOP (Wilno, Nowogródek, Polesie, Wołyń, Podole)
- dwie ekspozytury Oddziału II SG (Wilno, Lwów)
- dwanaście placówek wywiadowczych KOP

## Działania bojowe oddziałów KOP w kampanii wrześniowej
Potrzeby operacyjne spowodowały, że jednostki sformowane przez Korpus Ochrony Pogranicza rozproszono po wszystkich armiach i grupach operacyjnych.
W Armii „Łódź” walczyły pułk kawalerii KOP w składzie szwadronów: „Mizocz”, „Druja”, „Łużki”, „Podświle”, „Budsław”, „Hancewicze”, „Żurno” i „Rokitno” oraz dwa zmotoryzowane plutony saperów KOP „Stołpce” i „Czortków”.
W składzie Armii „Kraków”  znalazła się 1 Brygada Górska złożona między innymi z 1 pp KOP w składzie batalionów „Snów I” i „Snów II”, oraz 2 pp KOP w składzie batalionów „Berezewicz”, „Wilejka” i „Wołożyn”.
Armia „Karpaty” posiadała w swoim składzie GO gen. Łukoskiego, 2 Brygadę Górską z batalionem KOP „Żytyń” oraz z 1 pp KOP „Karpaty”.
Armia „Prusy” dysponowała GO gen. Kruszewskiego, 36 DP (rez.) ze 163 pp rez. w składzie batalionów KOP „Czortków I”, „Czortków II”, „Borszczów” i „Kopyczyńce” oraz jednym dywizjonem artylerii lekkiej w strukturze 40 pal i szwadronem kawalerii KOP „Czortków”.
Armiom „Modlin”, „Pomorze” i „Poznań” przydzielono po jednej kompanii saperów KOP, a batalion  KOP „Sienkiewicze” umieszczony został na Helu.
W skład Grupy Operacyjnej „Wyszków” wchodziły 207 pp rez. złożony z batalionów KOP „Budsław”, „Krasne”, „Iwieniec” i szwadron kawalerii KOP „Nowe Święciany”.
W Samodzielnej Grupie Operacyjnej „Narew” walczyła 33 Dywizja Piechoty posiadająca między innymi 133 pp rez. w składzie batalionów „Nowe Święciany”, „Niemenczyn” i „Troki”, 134 pp rez. w składzie batalionów „Sejny” i „Orany” oraz 135 pp rez. o trzech batalionach utworzonych na bazie CSP KOP, a ponadto 43 batalion saperów z kompanią saperów KOP „Grodno”, kawaleria dywizyjna to szwadron kawalerii KOP „Olkienniki”, a II dyon 32 pal stanowił dywizjon artylerii lekkiej KOP „Osowiec”. Bezpośrednio dowódcy grupy podlegały 3 pp KOP w składzie batalionów „Podświle”, Łużki”, „Słobódka” i baterii artylerii lekkiej KOP „Kłeck”, także baon KOP „Sejny” i baon forteczny „Osowiec”.
Walki sformowanych przez KOP jednostek na froncie polsko-niemieckim przedstawiono w osobnych artykułach.

### Walki oddziałów KOP z sowieckim agresorem

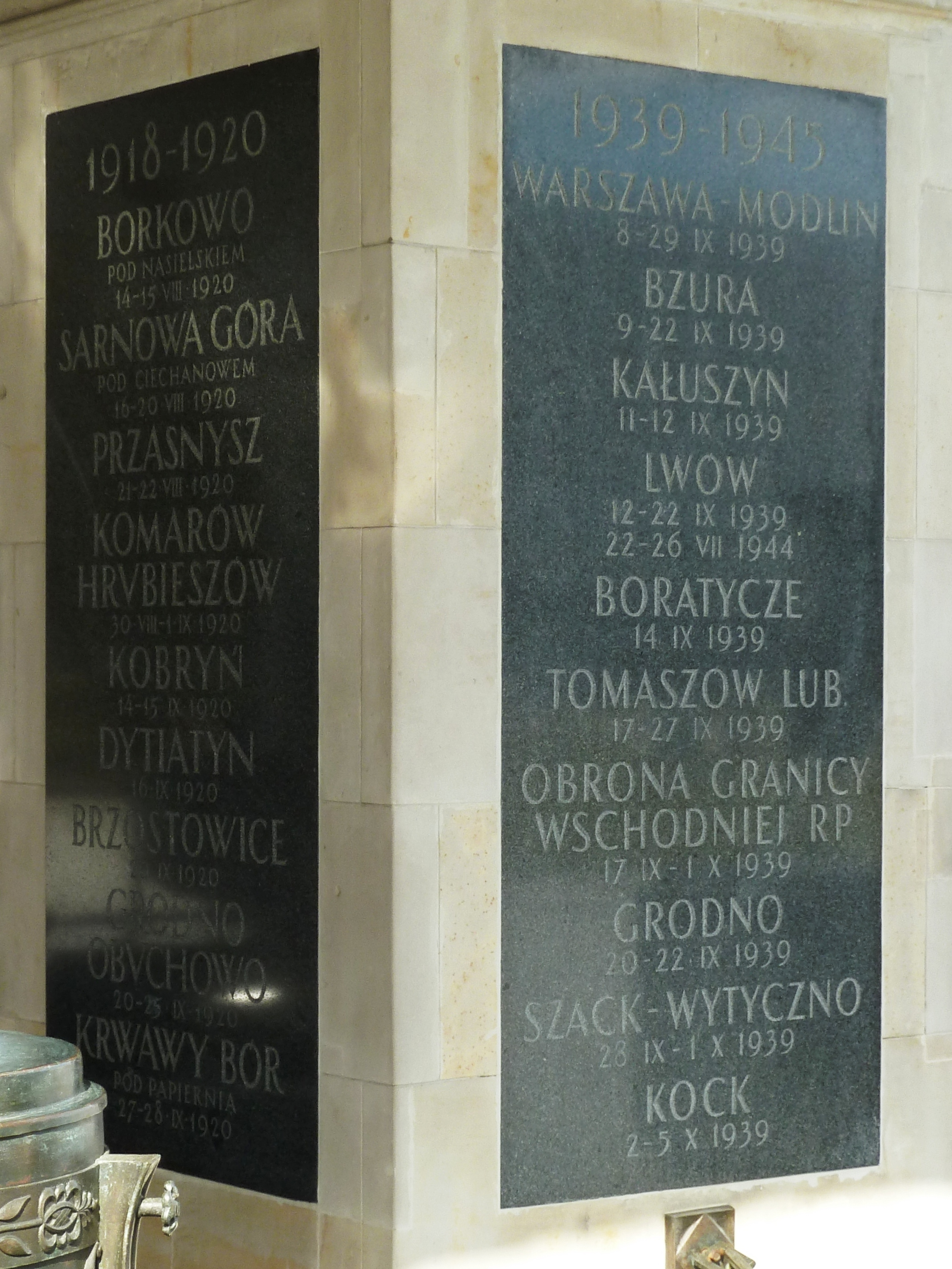
Tablica Grobu Nieznanego Żołnierza – „obrona granicy wschodniej RP”

Na kilka tygodni przed wybuchem wojny został odwołany ze stanowiska dowódcy KOP gen. bryg. Jan Kruszewski i mianowany dowódcą grupy operacyjnej. Na stanowisko dowódcy KOP powołano w sierpniu 1939 dotychczasowego zastępcę dowódcy KOP gen. bryg. Wilhelma Orlika–Ruckemanna. To ten ostatni dowodził walkami w obronie wschodniej granicy. 17 września 1939 Armia Czerwona przekroczyła polską granicę wschodnią siłami frontów: Białoruskiego i Ukraińskiego.
Północny kierunek operacyjny

Na północnym odcinku granicy jednostki sowieckiej 3 Armii zaatakowały strażnice batalionu KOP „Łużki” i „Podświle”. Zacięty opór stawiła atakowana już o 3:00 strażnica KOP „Dzisna”. W pierwszym rzucie atakowały jednostki pograniczne, a następnie regularne oddziały wojska. Żołnierze KOP zaczęli wycofywać się w kierunku Małaszek, gdzie znajdował się odwód batalionu KOP „Głębokie”. W Małyszkach żołnierzy KOP wspierali policjanci i uczniowie szkół. Z powodu przeważających sił przeciwnika, żołnierze  wycofywali się. Przed południem utracono Łużki, a następnie Głębokie. Część żołnierzy pułku KOP „Głębokie” dostała się do niewoli, większość rozpoczęła odwrót w kierunku zachodnim. Do żołnierzy KOP dołączyli żołnierze batalionu Obrony Narodowej „Brasław”.  Zmotoryzowane i konne oddziały wojsk sowieckich wyprzedziły cofające się oddziały pułku KOP. Doszło do walki. W związku napływem w rejon walk kolejnych oddziałów sowieckich, żołnierze KOP zawrócili ku granicy łotewskiej i przekroczyli ją na kilku jej odcinkach w dniach 21–23 września 1939.
Oddziały pułku KOP „Wilejka”, strzegące granicy na Nowogródczyźnie, prowadząc działania opóźniające, wycofywały się w kierunku zachodnim. Batalion KOP „Krasne”, wraz ze szwadronem kawalerii „Krasne” prowadziły walki z oddziałami 10 Armii. Do walki z czołgami wykorzystywano jedyne posiadane działko przeciwpancerne, a także butelki z benzyną. Szpica tylna wraz z plutonem pionierów niszczyła mosty i linie telefoniczne. Pod Oszmianą dołączył do niej wycofujący się baon KOP „Budsław”. Po południu 18 września zgrupowanie dwóch batalionów zostało okrążone przez Sowietów. W zaciętych walkach oddziały KOP zostały rozproszone. Część z nich dostała się do niewoli. Niedobitki pułku KOP „Wilejka” przekroczyły granicę z Litwą. Jedynie nieprowadzący walki szwadron KOP „Iwieniec” przekroczył granicę polsko-litewską całością sił.
Bataliony pułku KOP „Wilno” strzegące granicy polsko-litewskiej ominęło pierwsze uderzenie wojsk sowieckich. Ściągnięte zostały one zatem do Wilna. Jednakże, na rozkaz gen. Olszyny-Wilczyńskiego, zaniechano obrony miasta. Żołnierze KOP udali się z powrotem nad granicę i tam toczyli walki z Sowietami. Wczesnym rankiem 23 września oddziały pancerne zaatakowały rejon broniony przez batalion KOP „Sejny”. W ciężkich walkach żołnierze KOP spychani byli w głąb Puszczy Augustowskiej. 24 września żołnierze batalionu KOP „Sejny” i rozbite pododdziały pułku KOP „Wilno” przekroczyły granicę litewską.
Południowy kierunek operacyjny
Na Podolu i Wołyniu granicę ochraniały bataliony pułku KOP „Podole” i pułku KOP „Równe”. Na południowym kierunku uderzyły korpusy pancerne i kawaleryjskie sowieckiej 12 Armii. Główne uderzenie Sowieci wykonali na pułk „Podole”. Z marszu sforsowali brody na Zbruczu, łamiąc opór batalionów KOP „Borszczów”, „Kopyczyńce” i „Skałat”.
Niezwykle ważne zadanie miał do wykonania batalion KOP „Borszczów”. W odległych niespełna 80 km od granicy sowieckiej Kołomyi i w Kutach znajdowały się kwatera naczelnego wodza i agendy rządu polskiego. Od godzin rannych batalion prowadził działania odwrotowe. Zniszczono 2 sowieckie czołgi. Wobec miażdżącej przewagi sowieckich jednostek szybkich, baon „Borszczów” nie był w stanie zorganizować efektywnej obrony. Jego dwie kompanie, zepchnięte w widły Zbrucza i Dniestru, przekroczyły granicę rumuńską. Wojska sowieckie miały otwartą drogę ku przejściom na Dniestrze, jedynej naturalnej przeszkodzie zabezpieczającej od północnego wschodu rząd polski i kwaterę naczelnego wodza. By uniknąć zagarnięcia przez nieprzyjaciela, rząd i obsada kwatery naczelnego wodza przekroczyły granicę rumuńską.
Broniący się na lewym skrzydle pułku „Podole” baon KOP „Skałat” został częściowo rozbity już nad granicą. Jego odwód wycofywał się w kierunku na Trembowlę. Wieczorem, wobec zagrożenia okrążeniem, pułk został rozwiązany.
Na lewo od pułku „Podole” broniły się bataliony pułku KOP „Równe”. Po zaciętych walkach granicznych baon KOP „Dederkały” został zepchnięty na północny zachód, gdzie wkrótce część żołnierzy złożyła broń. Część jego 2 kompanii granicznej cofała się nadal w głąb kraju, zwalczając po drodze ukraińskich dywersantów. Pod Bełzem żołnierze KOP dołączyli do Grupy „Dubno”. Po złożeniu broni przez grupę, 25 września kopiści odłączyli się i maszerowali w kierunku Warszawy. Wobec poddania Warszawy, rozwiązano kompanię.
Częściowo rozbity w walkach nad granicą baon KOP „Ostróg” cofał się w kierunku zachodnim. W walkach odwrotowych stracił wielu żołnierzy. Około 50 żołnierzy batalionu dowodzonych przez ppor. Mieczysława Kowalskiego dotarło aż w okolice Brześcia, gdzie dostali się do niewoli. Brak jest natomiast danych co do losów baonu KOP „Hoszcza”.
Środkowy kierunek operacyjny

Na obszarze Polesia sowieci użyli mniej jednostek pancernych i zmotoryzowanych. Charakter terenu wymuszał użycie korpusów piechoty i kawalerii jedynie wzmocnionych brygadami czołgów. Brygada KOP „Polesie”, pułk „Sarny” oraz skrzydłowe baony pułków „Równe” i „Baranowicze” podporządkowane zostały bezpośrednio dowódcy KOP gen. Rückemannowi. Jego stanowisko dowodzenia rozmieszczone było najpierw w Pińsku, a od 15 września przeniesione do Dawidgródka. Rankiem 17 września, na całym liczącym blisko 250 km odcinku rozgorzały walki. Wspólnie z sowieckimi pogranicznikami, nacierały regularne jednostki piechoty. Walczący z piechotą baon „Kleck” ostrzelał też kolumnę pancerną, która szosą przedzierała się w stronę Baranowicz. Brygada „Polesie” i pułk „Sarny” walczyły na linii strażnic do późnych godzin wieczornych. W zasadzie zdołano utrzymać pozycje nadgraniczne. Tylko niektóre strażnice i wysunięta najdalej na północ kompania Brygady „Polesie” wycofały się.
Sąsiadujący z nią batalion „Kleck” wycofał się w kierunku południowo-zachodnim, chcąc połączyć się z pododdziałami Brygady „Polesie”.
W drugim dniu walk nacisk wojsk sowieckich zwiększał się. Bataliony graniczne z powodzeniem broniły przejść przez bagna Polesia i zachowywały pełną zwartość organizacyjną i bojową. Walczyły jednak w osamotnieniu i na zbyt szerokim froncie.
Dowódca KOP zdawał sobie sprawę, że nie zdoła utrzymać dłużej linii granicznej na odcinku poleskim. Należało jak najszybciej wycofać oddziały z granicy. Na rozkaz dowódcy KOP jednostki graniczne i odwodowe prowadziły działania opóźniające, wycofywały się i przechodziły w rejon koncentracji.
Na podstawie rozkazu dowódcy KOP gen. Wilhelma Orlik-Rückemanna z 21 września 1939, w rejonie Kuchecka Wola – Kuchcze – Chrapin – Moroczno, powstało improwizowane Zgrupowanie Korpusu Ochrony Pogranicza. Po ześrodkowaniu liczyło ok. 8700 żołnierzy (w tym 300 oficerów). W dniach 29–30 września 1939 w bitwie pod Szackiem 4-tysięczna grupa KOP pod dowództwem gen. Wilhelma Orlik-Rückemanna poważnie nadwerężyła 52 Dywizję Strzelecką Armii Czerwonej. Walki o  Szack rozpoczęły siły polskie. Wieś została ostrzelana przez artylerię, a następnie doszło do szturmu i krwawej walki na bagnety. W południe została zdobyta. Znalezione tu zaopatrzenie poprawiło sytuację wyczerpanych fizycznie i psychicznie polskich żołnierzy. Po południu zajęto też kilka okolicznych wsi. Pościg za niedobitkami 52 DS trwał do wieczora. Rosjanie zbiegli na północny wschód do Małoryty. W ciągu następnego dnia polskie oddziały zniszczyły przednie straże kolejnej dywizji i ruszyły w kierunku Bugu. W walkach z sowietami zginęło około 350 polskich żołnierzy, a przeszło 900 zostało rannych. KOP stracił też sporo amunicji zwłaszcza artyleryjskiej i kilka ciężarówek. Straty nieprzyjaciela były jednak większe.

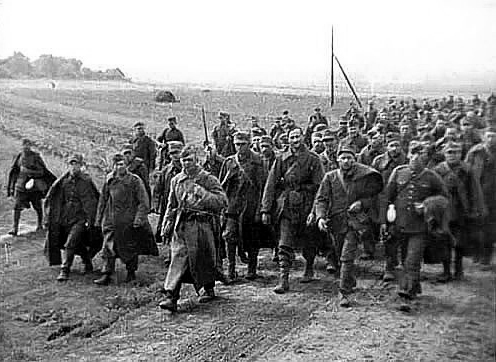
Polscy żołnierze – jeńcy wojenni prowadzeni do kolejowych punktów załadunku za granicą polsko-sowiecką

30 września grupa KOP podjęła dalszy marsz w kierunku Parczewa, aby tam dołączyć do Samodzielnej Grupy Operacyjnej „Polesie” gen. Kleeberga. Przy próbie przekroczenia szosy Włodawa-Lublin w miejscowości Wytyczno doszło jednak do walki z oddziałami pancernymi Armii Czerwonej nacierającymi od strony Włodawy.
Ostatnie jednostki KOP uległy rozproszeniu 1 października 1939 właśnie w bitwie pod Wytycznem. Wobec przewagi wroga, po całodziennych walkach, dowódca grupy KOP rozkazał odwrót i rozwiązał grupę. Oddziały drobnymi grupami przedostały się do lasów i rozpoczęły walkę konspiracyjną. Przegrana wojna obronna 1939 stała się kresem istnienia Korpusu Ochrony Pogranicza. Wielu żołnierzy KOP zostało zamordowanych w Katyniu oraz w Charkowie w 1940. We wrześniu i październiku 1941 65 oficerów KOP zostało zwolnionych z obozów NKWD i przekazanych do ośrodków formowania Polskich Sił Zbrojnych w ZSRR w Buzułuku, Tatiszczewie i Tockim. Wśród uwolnionych znajdowało się 2 podpułkowników (Stanisław Krajewski, Józef Kramczyński), 2 majorów (Franciszek Benrot, Edward Niedzielski), 24 kapitanów (Franciszek Osmakiewicz), 10 poruczników i 27 podporuczników.

## Mniejszości narodowe w KOP
Ze względu na specyfikę służby, w latach 1924-1939 przytłaczającą większość żołnierzy KOP – aż 95% – stanowili Polacy i to głównie wywodzący się z zachodniej i centralnej części kraju. Do jednostek KOP nie przyjmowano Ukraińców i Białorusinów. Ale w 1939 r., w ramach zarządzonej wówczas mobilizacji, wcielono do nich ponad 4 tys. polskich Niemców; we wrześniu 1939 r. stanowili oni ponad 20% stanu osobowego tej formacji. Pełnili służbę głównie w szwadronach kawalerii oraz jednostkach saperów. Takie potraktowanie zmobilizowanych Niemców było uzasadnione polską racją stanu. Władze polskie zdawały sobie sprawę z faktu, że nie mogą liczyć na lojalność żołnierzy pochodzenia niemieckiego wobec Polski, gdyby mieli oni walczyć przeciwko Wehrmachtowi. Stosunkowo nieliczna część mniejszości niemieckiej w Polsce była zaangażowana w działalność dywersyjną przeciwko państwowości polskiej, jednak oczekiwanie restytucji granic z 1914 r. i ponownego przyłączenia polskich ziem zachodnich do Rzeszy było wśród polskich Niemców powszechne. Nawet ci, którzy nie popierali nazizmu, byli zwolennikami rewizji granicy i odebrania Polsce Pomorza Gdańskiego, Górnego Śląska i Wielkopolski. Przeniesienie zmobilizowanych żołnierzy polskich wywodzących się z mniejszości niemieckiej na obce etnicznie tereny Kresów Wschodnich wykluczało w zasadzie ich dezercje (których przypadki zdarzały się często po zachodniej stronie Bugu w drugiej połowie kampanii wrześniowej), a także przechodzenie na stronę Armii Czerwonej (ze względu na fakt, iż żołnierze polscy – w tym także ci pochodzenia niemieckiego – nie znali szczegółów paktu Ribbentrop-Mołotow, w tym oczywiście jego tajnego protokołu, dzielącego Europę Środkowo-Wschodnią, w tym Polskę, na strefy wpływów III Rzeszy i ZSRR). Udziałem żołnierzy pochodzenia niemieckiego były prawdopodobnie wszystkie walki stoczone przez KOP w obronie polskiej granicy wschodniej we wrześniu 1939 r. Dalsze ich losy potoczyły się różnie. Większość żołnierzy niemieckich służących w KOP trafiła do sowieckiej niewoli; niektórzy zostali internowani w krajach ościennych (Rumunia, Węgry), a stamtąd następnie przymusowo repatriowani do III Rzeszy. Tam najczęściej powoływano ich do Wehrmachtu, zgodnie z posiadanymi kwalifikacjami wojskowymi i w niemieckim odpowiedniku polskiego stopnia wojskowego. Według raportu Zarządu NKWD do spraw Jeńców Wojennych w połowie października 1939 r. w sowieckich obozach jenieckich przetrzymywano 417 Niemców – byłych żołnierzy Wojska Polskiego. Jeńcy sowieccy z KOP, którzy zadeklarowali narodowość niemiecką, byli przekazywani III Rzeszy, gdzie po sprawdzeniu odsyłano ich do domów. Uniknęli oni w ten sposób losu swoich polskich towarzyszy broni, osadzonych w obozie w Ostaszkowie, a następnie wymordowanych w Miednoje.

## Uzbrojenie Korpusu Ochrony Pogranicza
Uzbrojenie, jakim dysponował KOP podlegało zmianom w zależności od kształtowania się koncepcji wykorzystania tej formacji nie tylko dla zapewnienia bezpieczeństwa w pasie przygranicznym oraz ochrony granicy, ale i na wypadek wojny. W pierwszych latach istnienia Korpusu panowało zróżnicowanie wzorów broni powtarzalnej i maszynowej.
Formujące się bataliony graniczne wyposażono w austriackie karabiny i karabinki Mannlicher wz. 1895, francuskie ręczne karabiny maszynowe Chauchat wz. 1915 i po dwa francuskie ciężkie karabiny maszynowe Hotchkiss wz. 1914. Zamierzano wyposażyć żołnierzy w pistolety automatyczne 7,65 mm i włoskie lub niemieckie czy austriackie hełmy stalowe. Szwadrony kawalerii miały także otrzymać kbk Mannlicher wz.1895 oraz rkm Chauchat wz.1915. Uzbrojenie pochodziło z przezbrojenia formacji piechoty armii oraz z rezerwy znajdującej się w składnicach centralnych Wojska Polskiego.
Otrzymany sprzęt zarówno ilościowo, jak i jakościowo w pełni zaspakajał potrzeby KOP jako formacji przeznaczonej tylko do ochrony granicy. W 1926 zdecydowano, że niektóre bataliony KOP, na wypadek wojny na wschodzie, będą wykorzystane do mobilizacji rezerwowych pułków piechoty. W tej sytuacji niezbędnym było ujednolicenie broni powtarzalnej z uzbrojeniem Wojska. Z armii rozpoczęto wycofywanie austriackiej broni powtarzalnej. Unifikacja uzbrojenia armii nie pozwoliła jednak na zachowanie jednolitości wzorów broni maszynowej w oddziałach Korpusu. Dysponowano zbyt małą liczbą rkm Chauchat wz.1915 i ckm Hotchkiss wz.1914.
Standaryzację w KOP rozpoczęto w kwietniu 1926. W batalionach 1 Brygady KOP wymieniono austriackie karabiny powtarzalne na francuskie kb Berthier wz.1916 i kbk Berthier wz. 1892. Przydzielono im też ciężkie karabiny maszynowe Hotchkiss wz. 1914. Batalionom 5 Brygady KOP przydzielono kb i kbk Mauser wz. 1898 i ckm Maxim wz.1908, a 16 batalion OP otrzymał 13 lekkich karabinów maszynowych Bergmann wz. 1915.
Ze względu na braki w pokryciu etatowym rkm Chauchat wz.1915, zdecydowano się też na przydzielanie do dziesięciu batalionów KOP Ikm Bergmann wz.1915. Brak dostatecznej liczby ckm Hotchkiss wz. 1914 spowodował, że w zamian dwa bataliony otrzymały ciężkie karabiny maszynowe Hotchkiss wz.1925, a kolejne dwa ckm Maxim wz.1908.
Ogółem jesienią 1928 bataliony KOP dysponowały 21132 karabinami Berthier wz.1916, 1550 karabinami Mauser wz.1898, 1039 ręcznymi karabinami maszynowymi Chauchat wz.1915, 469 lekkimi karabinami maszynowymi Bergmann wz.1915, 98 ciężkimi karabinami maszynowymi Hotchkiss wz. 14, 16 ckm Hotchkiss wz. 1925, 18 ckm Maxim wz. 1908, 8 moździerzami wz. 1918.
Posiadająca wcześniej karabinki Mannlicher wz.1895 kawaleria KOP otrzymała 1548 karabinków Berthier wz. 1892. Jedynie w 16 szwadronie KOP znajdowało się 87 sztuk karabinków Mauser wz. 1898.
W listopadzie 1928 przekazano oddziałom KOP 50 moździerzy wz. 1918. Bataliony odwodowe sformowane do grudnia 1927 miały już po dwa moździerze wz. 1918. Nie miał ich jedynie 29 batalion KOP.
Przezbrajanie kontynuowano też w 1929. W 15 batalionie KOP wymieniono francuskie karabiny na niemieckie Mausery wz. 1898. Wycofano też ręczne karabiny maszynowe Chauchat wz. 1915 przydzielając w zamian 48 lekkich karabinów maszynowych Bergmann wz. 1915. Korpus otrzymał też 110 ciężkich karabinów maszynowych Maxim wz.1908 oraz 10 ckm Hotchkiss wz.1914, przy czym zredukowano liczbę ckm Hotchkiss wz. 1925 z 16 sztuk do 12. W kawalerii 15 szwadron KOP zamiast kbk francuskich otrzymał niemieckie karabinki Mauser wz.1898, natomiast z 4 szwadronu wycofano dwa ckm Maxim wz. 1908.
W grudniu 1929 bataliony KOP otrzymały 29 armat piechoty 37 mm wz.1916 TR.
Pod koniec 1929 w KOP znajdowało się 20405 kb i kbk Berthier wz.1916, 2481 kb i kbk Mauser wz. 1898, 1078 rkm Chauchat wz. 1915, 515 Ikm Bergmann wz.1915, 98 ckm Hotchkiss wz. 1914, 12 ckm Hotchkiss wz. 1925, 126 ckm Maxim wz.1908, 60 moździerzy wz. 1918 oraz 29 armat piechoty 37 mm wz.1916.
W kwietniu 1936 KOP miał otrzymać pierwsze 37 mm armaty przeciwpancerne wz. 36. Realizacja tego przydziału miała się zakończyć w ostatnich dniach marca 1939. W planach modernizacji Wojska Polskiego przewidywano w batalionach KOP, poza armatami ppanc, karabiny ppanc. wz.1935, po 2 na pluton. Brak jest jednak informacji, czy faktycznie broń ta znalazła się na wyposażeniu KOP.
W 1937, w ramach reorganizacji KOP, rozpoczęto też formowanie oddziałów artylerii Korpusu. Nowe jednostki otrzymały 18 armat polowych 75 mm wz.1897. Ponadto przydzielono im 519 kbk, 3 Ikm Maxim wz. 1908/15 i 8 ckm Maxim wz.1908. Na przełomie 1937/1938 dokonano przezbrojenia batalionów KOP w nowe moździerze wz.1928.
Reorganizacje KOP oraz zmiana zadań dla oddziałów Korpusu w planach mobilizacyjnych wymuszały przydziały dodatkowego uzbrojenia. We wrześniu 1938 przekazano do KOP: 3040 kbk wz.1898, 3040 bagnetów wz.1927, 2050 ładownic potrójnych, 45 rkm wz.1928, 16 Ikm Maxim wz. 1908/15, 1237 bagnetów wz. 1898/05, 5 ckm Maxim wz.1908, 371 bagnetów wz.1927, 2213 szabel niemieckich wz.1896, 10 moździerzy wz.1918, 10 pistoletów sygnałowych Perkun wz.1924, 88 ckm Maxim wz.1908, 46 rkm wz.1928, 16 moździerzy JD wz.1916, 7 armat 76,2 mm wz.1902, 10 armat ppanc. 37 mm wz.1936.
Pod koniec 1938 zamierzano przeprowadzić w KOP wymianę ckm Maxim wz.1908 na polskiej produkcji ckm wz.1930. Miało jej podlegać 387 ckm w piechocie, 42 w kawalerii i 106 ckm w batalionie fortecznym „Sarny”. Operacja nie została jednak w pełni zrealizowana.
W zestawieniu braków na 9 listopada 1938 wykazano: 710 kbk wz.1898, 44 rkm wz.1928, 3 Ikm Maxim wz.1908/15, 63 armaty ppanc. wz. 1936, 1995 pistoletów Vis wz.1935, 32450 hełmów wz.1931.
Mobilizowane od połowy marca oraz w kwietniu 1939 bataliony KOP wyposażono w zasadzie zgodnie z etatem. Nie jest pewne, czy dysponowały one w pełnej etatowej liczbie granatnikami wz.1936 oraz karabinami ppanc. wz.1935. Pod koniec czerwca dodatkowo przydzielono im moździerze wz. 1928.
Szwadrony kawalerii KOP dysponowały w zasadzie takim samym uzbrojeniem i w takiej samej ilości, co kawaleria liniowa w wojsku. Różnica sprowadzała się w zasadzie do posiadania przez szwadron KOP organicznego plutonu ckm. Pod względem ilości uzbrojenia różnice pomiędzy batalionami piechoty KOP, a batalionami czynnych pułków piechoty były nieduże i spowodowane ich odmienną organizacją.

## Umundurowanie żołnierzy Korpusu Ochrony Pogranicza

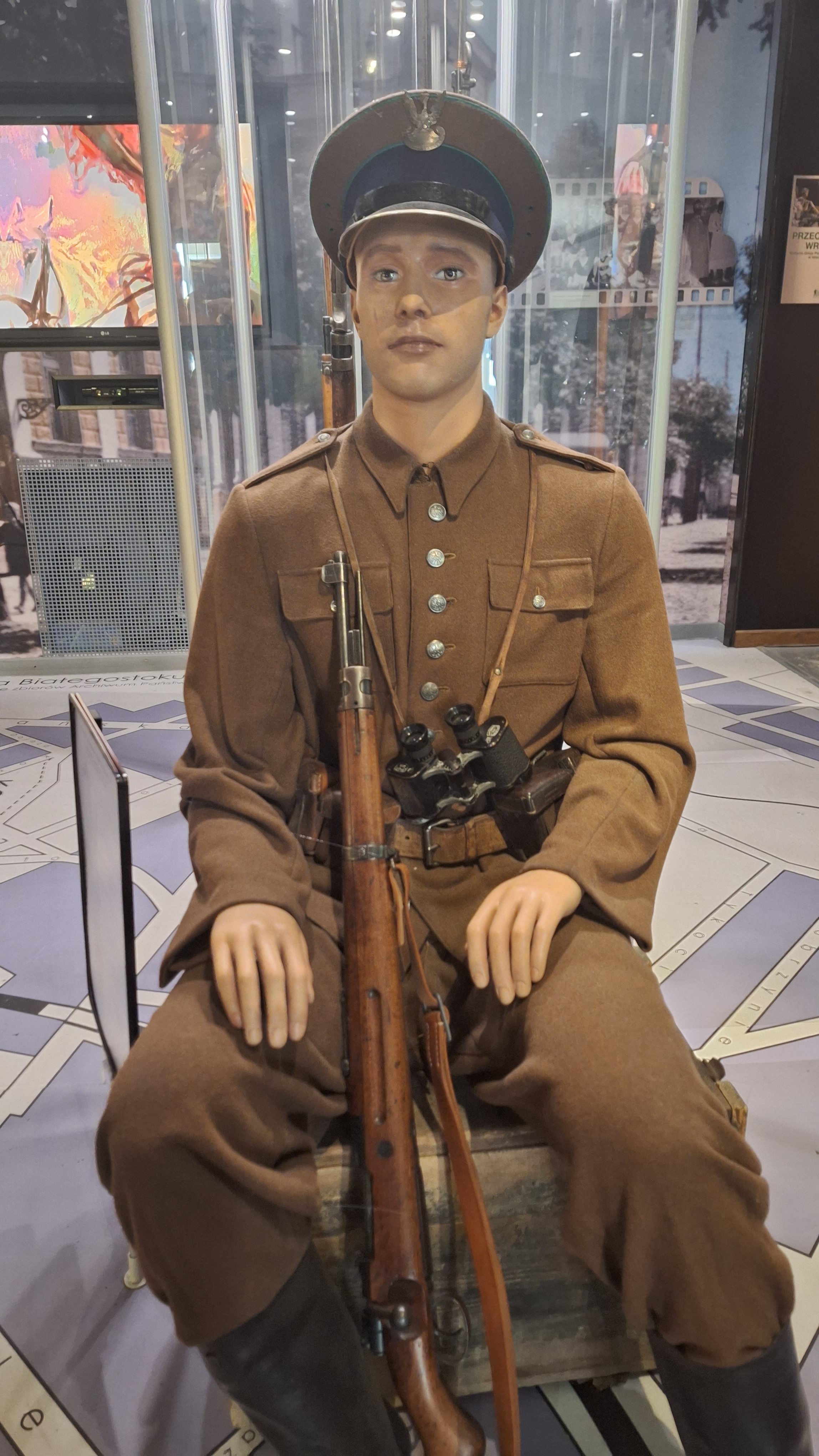
Szeregowy Kop/Muzeum Wojska w Białymstoku

Umundurowanie KOP-owców niewiele różniło się od umundurowania innych żołnierzy. Różnicą było to, iż nosili oni wyłącznie okrągłe czapki i tym samym wraz ze szwoleżerami stanowili wyjątek w przedwrześniowych wojskach lądowych. Czapki, określane w regulaminach jako wzoru angielskiego, wykonywane były z gabardyny koloru ogólnowojskowego, z jasnozieloną wypustką wzdłuż krawędzi denka i granatowym otokiem, zaopatrzone były w daszki koloru khaki, przy czym dla szeregowców był to daszek fibrowany. W 1927 wprowadzono drobne zmiany. W czapkach oficerskich i chorążych wykonywano je z czarnej, lakierowanej skóry okute metalem koloru srebrnego. Potocznie zwana „kopówką”. Orzełki na czapkach były takie same jak w wojskach lądowych. Denka czapek były nieusztywniane. Patki (łapki) na kołnierzach KOP-u były barwy granatowej, z jasnozieloną wypustką, ozdobione typowym wężykiem.
Ze względu na warunki służby, kawaleryjskie juchtowe czernione buty z długą, sięgającą aż pod kolano cholewą, przyznano również KOP-owskiej piechocie.
Kawaleria KOP, jak inne jednostki jazdy, nosiła na kołnierzach proporczyki w barwach formacji: granacie i jasnej zieleni. Kolor granatowy w barwach KOP jako kolor ogólnowojskowy symbolizował związek formacji z resztą wojska, kolor jasnozielony bywał tłumaczony jako symbol jednego z zadań korpusu: ochrony zielonej granicy.
Od 1927 następowały drobne zmiany w umundurowaniu żołnierzy Wojska Polskiego. Dywizjon żandarmerii otrzymał patki szkarłatne z żółtą wypustką i uzupełnione drugą wypustką – szmaragdową oraz sznur służbowy noszony z lewego ramienia – dla oficerów metalowy, oksydowany, dla podoficerów żółty wełniany, pojedynczy, specjalnego wzoru. W kolejnych latach ustanowiono ubiór wieczorowy
dla oficerów i podoficerów zawodowych. Oficerowie zachowywali szasery i numery na naramiennikach swych macierzystych pułków.

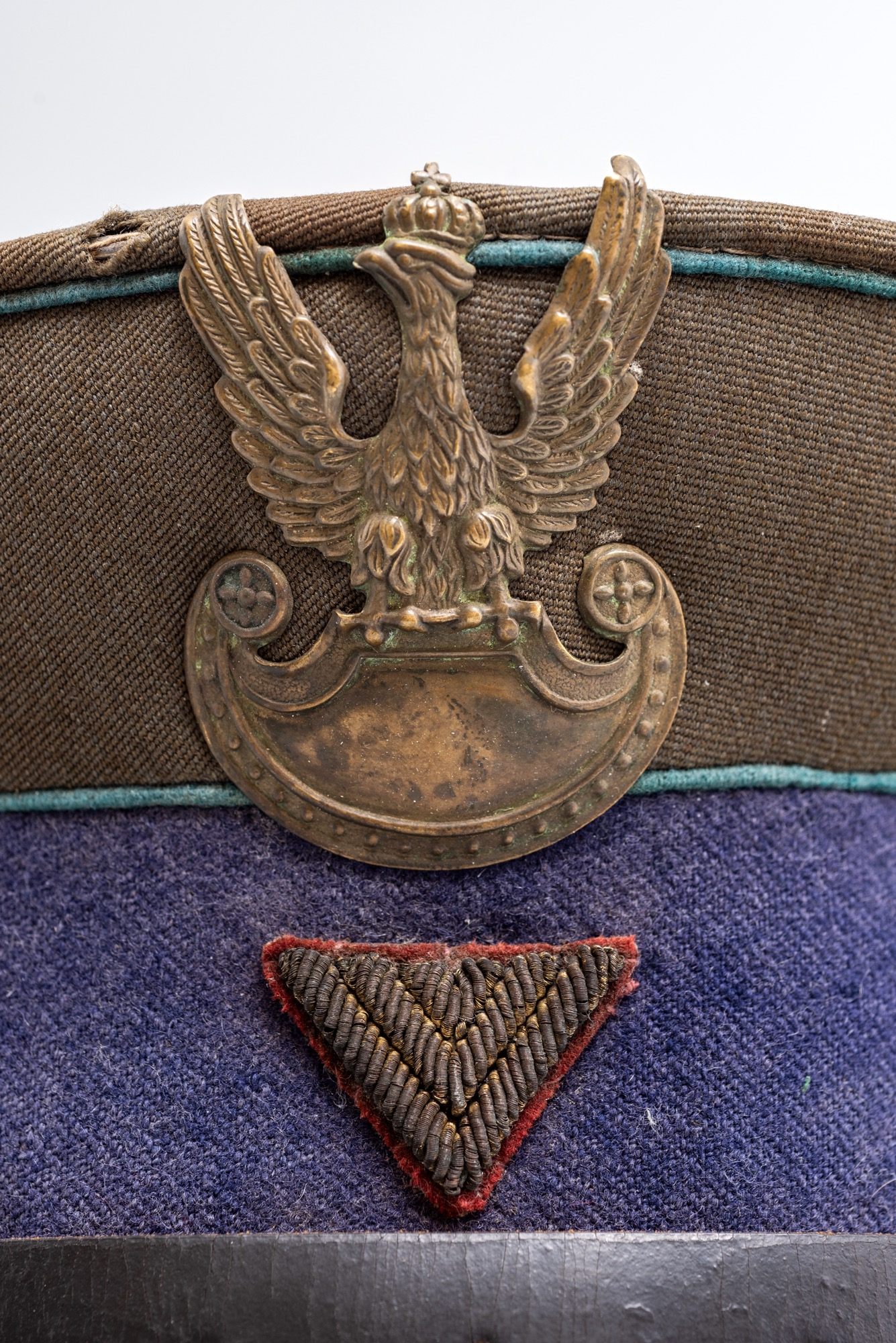
Czapka starszego sierżanta Korpusu Ochrony Pogranicza w zbiorach Muzeum Ziem Wschodnich Dawnej Rzeczypospolitej

W latach 1936–1937 nastąpiły zasadnicze i kompleksowe zmiany przepisów mundurowych Wojska Polskiego. Wprowadzono nowy, jednolity wzór umundurowania dla oficerów, podoficerów i szeregowych wojsk lądowych: kurtka, spodnie, płaszcz, sukienna peleryna dla oficerów i podoficerów zawodowych od sierżanta wzwyż, nowego wzoru KOP-owską usztywnioną czapkę okrągłą jednakową w kroju dla oficerów, podoficerów i szeregowych. Czapka posiadała granatowe otoki, szmaragdową wypustkę wokół denka, a dla podoficerów i szeregowych wypustkę nad górną krawędzią otoku. W czapkach oficerskich, na linii łączenia otoku z wierzchem, umieszczone były galony oficerskie.
Żołnierze KOP używali w warunkach bojowych hełmów typu francuskiego, często jednak były używane czapki garnizonowe. Polowe nakrycia głowy (furażerki, czapki polowe) nie były w tej formacji stosowane, podobnie jak w powojennym WOP-ie.

## Pieśni
Pieśnią żołnierzy Korpusu Ochrony Pogranicza był utwór pt. Trzymamy straż. Ponadto powstał marsz żołnierski pt. U Polski bram (autor muzyki: Stanisław Nawrot, autor słów: Ludwik Pągowski).

## Patronat i upamiętnienie
- Centrum Szkolenia Straży Granicznej im. Żołnierzy Korpusu Ochrony Pogranicza w Kętrzynie
- Zespół Szkół im. Korpusu Ochrony Pogranicza w Szydłowcu
- Publiczne Gimnazjum im. Korpusu Ochrony Pogranicza w Wiżajnach
- Zespół Szkół w Bolesławcu im. Korpusu Ochrony Pogranicza
- 19 Drużyna Harcerskiej Służby Granicznej „Zlotki” im. Bohaterów Korpusu Ochrony Pogranicza w Świnoujściu
- W 2015 r. przy kościele pw. Matki Bożej Bolesnej w Świątnikach odsłonięto pomnik obejmujący tablicę upamiętniającą poległych żołnierzy KOP i formacji granicznych oraz kopię słupa granicznego z czasów istnienia tej formacji[144].
- Publiczna Szkoła Podstawowa im. Korpusu Ochrony Pogranicza w Hulczu[145].

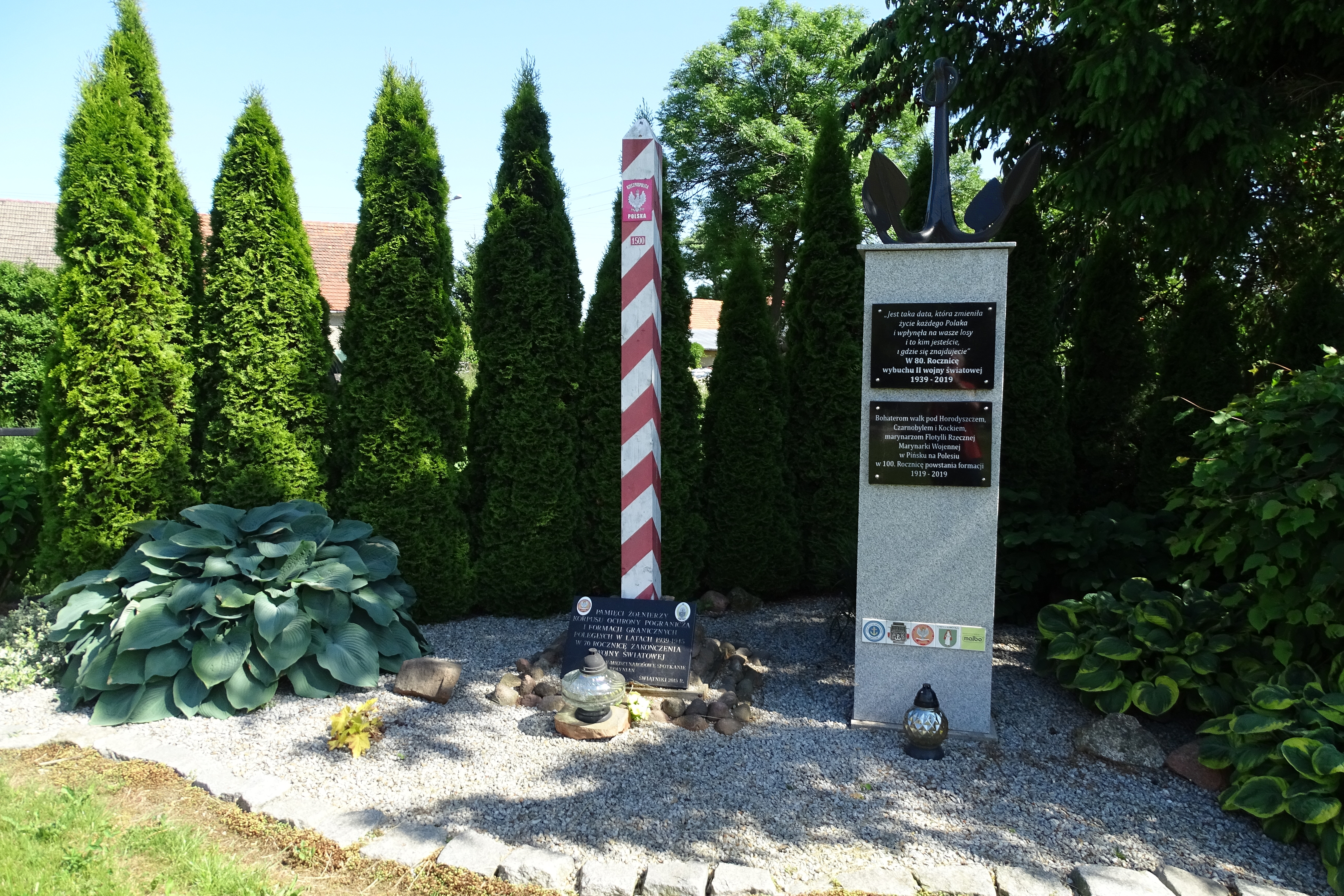
Pomnik przy kościele w Świątnikach upamiętniający poległych żołnierzy KOP oraz formacji granicznych.